# クラヴィーア練習曲集第3巻

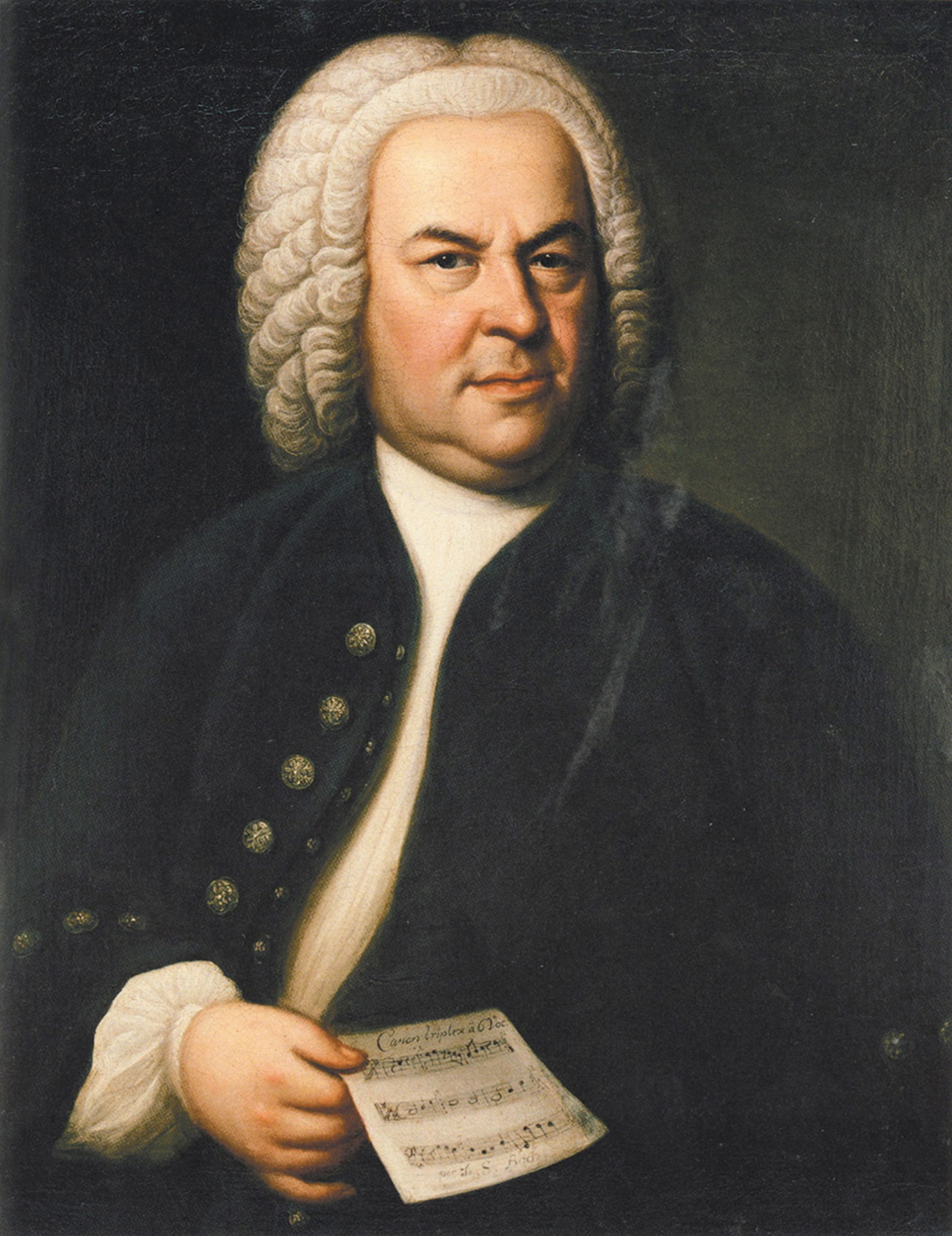
ヨハン・ゼバスティアン・バッハ 1746年

クラヴィーア練習曲集 第3巻（ドイツ語: Clavier-Übung III）は、ヨハン・ゼバスティアン・バッハによるオルガン曲集である。1735年もしくは1736年に着手され、1739年に出版された。バッハの最も重要で最も包括的なオルガン曲であり、音楽面で最も複雑な楽曲や、オルガンに対して技術的に要求の高い楽曲が含まれている。作品の内容から「ドイツ・オルガン・ミサ曲」という通称もある。
教会旋法や対位法様式（モテットやカノン）の採用という点で古様式による教会音楽の巨匠たち、例えばパレストリーナやフレスコバルディ、ロッティ、カルダーラらを見直している。同時にバッハは先進的でもあり、例えばフランス様式のコラールなど、洗煉された同時代のバロック音楽の形式を組み込んでいる。
本作は、開始楽章と終止楽章を占める「前奏曲とフーガ 変ホ長調」BWV 552の間に、21のコラール前奏曲（BWV 669–689）、ルター派ミサ曲の2部分の曲付け、6つの教理問答コラールに続いて、「4つのデュエット」BWV 802–805が来るように配されている。コラール前奏曲は、単一の鍵盤で済むものから、6声体のフーガ様式で足鍵盤に2声部を要求するものまでと多彩である。
曲集の目的は四重になっている。
```
1．出発点がバッハ自身が
ライプツィヒ
で行なったオルガン・
リサイタル
であることから、オルガン演奏会の「理想のプログラム」の提起
2.
ルター派
の教説の実践を音楽に移し、教会や家庭で使えるようにすること
3.ありとあらゆる音楽様式や音楽語法を用いたオルガン曲の集大成。古風な楽曲や当世風の楽曲があり、かつ適度に国際化されていること
4. ありとあらゆる音楽形式で対位法技術の粋を示す教育的作品。音楽理論書における既存の記述を遙かに凌駕すること
[
2
]
```

## 歴史的経緯と起源

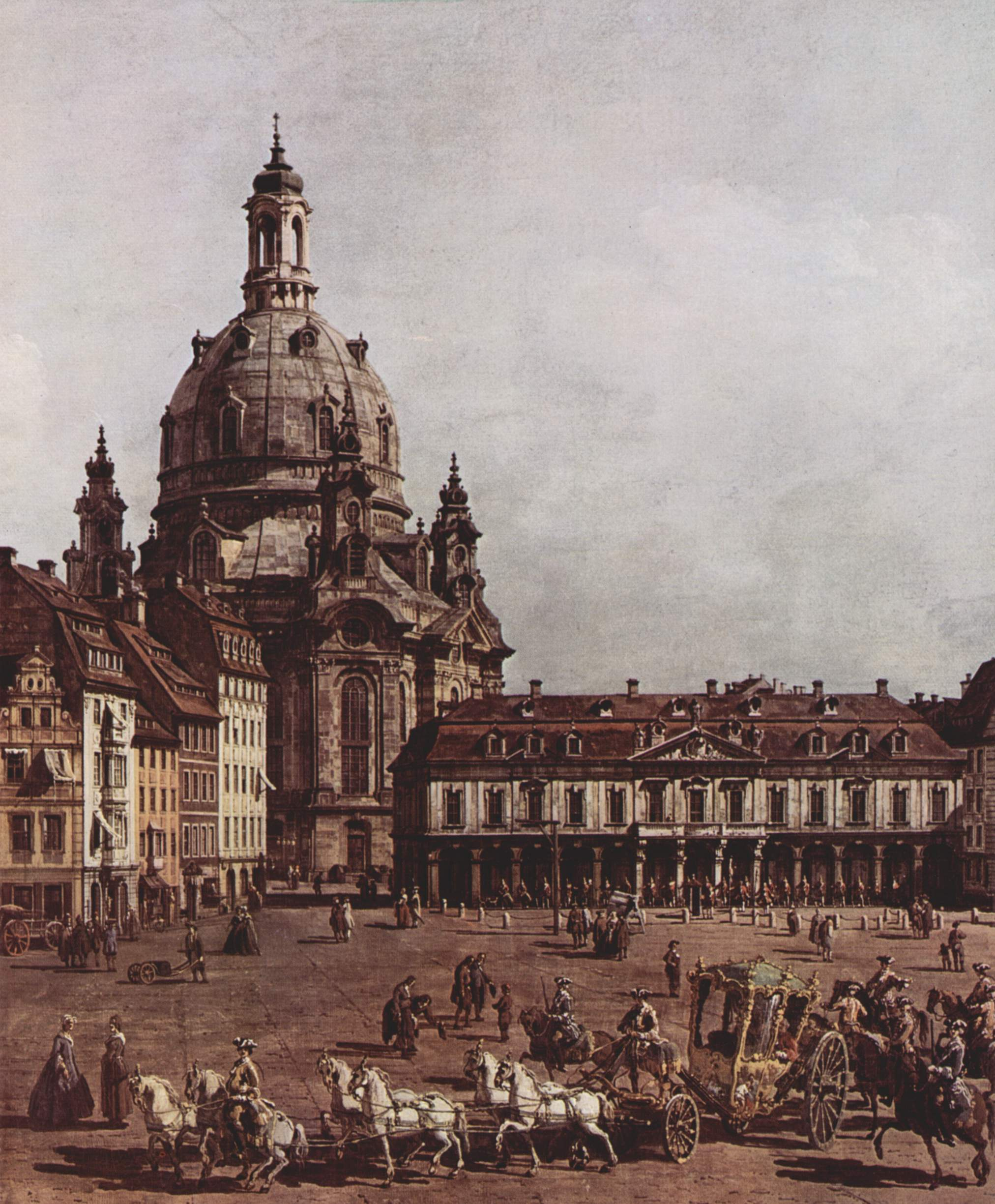
ドレスデンの市場と聖母教会 1750年頃 ベルナルド・ベッロット画

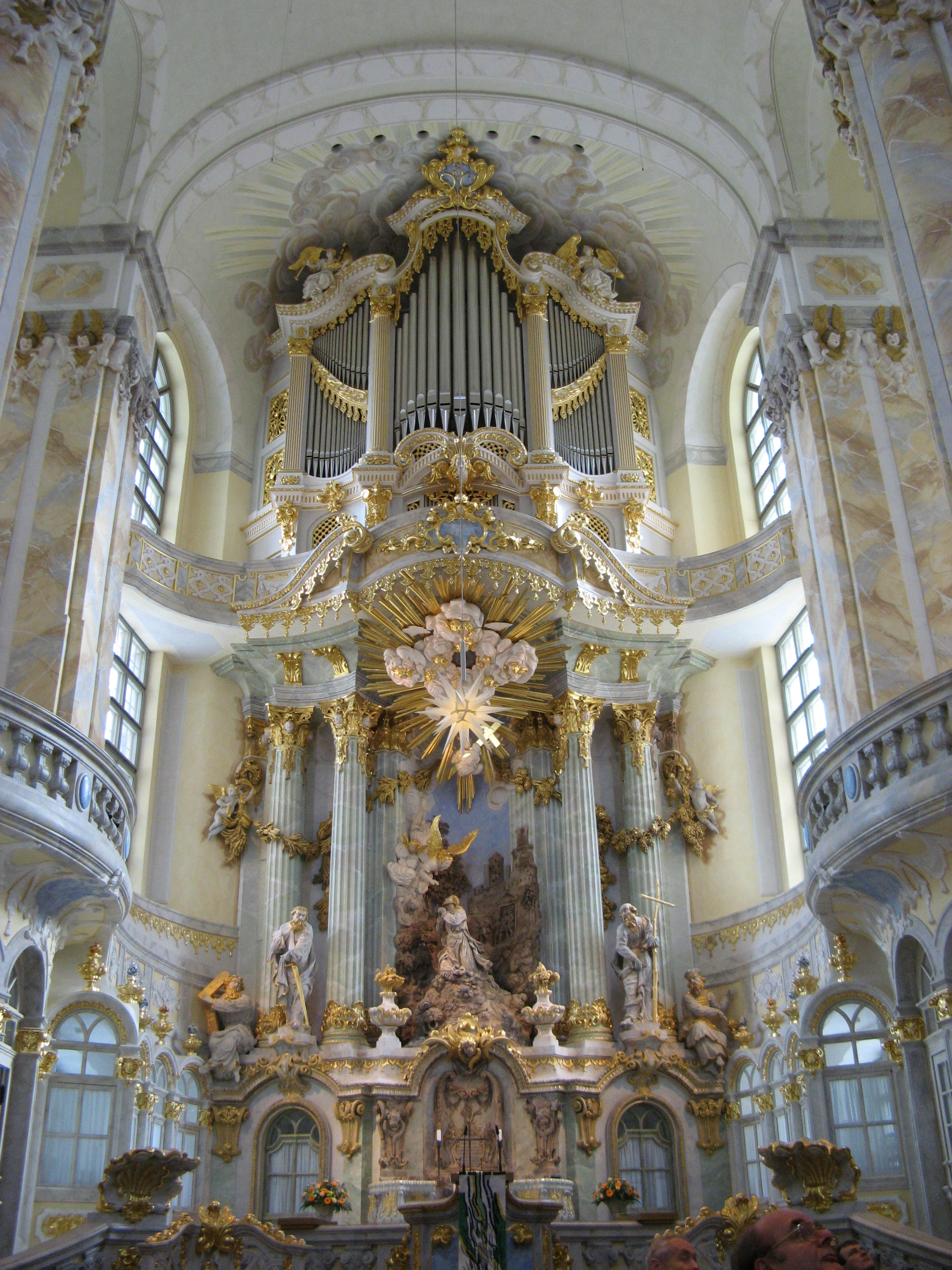
ドレスデン聖母教会のジルバーマン・オルガンの再建されたファサード。オルガン奉納の儀式から1週間後の1736年12月1日にバッハが演奏を行なった

1736年11月25日に、ゴットフリート・ジルバーマンによって建造された新しいパイプオルガンの聖別式がドレスデン聖母教会中央の象徴的な位置で行われた。1週間後の12月1日の午後、バッハはそこで2時間のオルガン・リサイタルを行い「大喝采」を受けたという。バッハは教会オルガンを演奏するためドレスデンに登用された。1733年より長男ヴィルヘルム・フリーデマン・バッハがドレスデンのゾフィー教会でオルガニストを勤めていたためである。12月のリサイタルでバッハはまだ出版されていなかった《クラヴィーア練習曲集 第3巻》の一部を初めて公演した可能性があると考えられている。
《クラヴィーア練習曲集 第3巻》の作曲は、グレゴリー・バトラーによるエングレービングの年代決定によると、1735年に開始したという。この推論は、以下の点から引き出されている。
1. 本作が出版譜の題扉に、「好楽家と（音楽）通のために用意された」と特筆されていることから
2. バッハが礼拝後に、熱狂的支持者に対してオルガン・リサイタルを行った際の習慣について、同時代人の報告から
3. その後のドレスデンの好楽家のしきたりから。日曜午後の聖母教会のオルガン・リサイタルは、バッハ門下のホミリウスによって行われ、そのプログラムは常にコラール前奏曲数曲とフーガ1曲とから構成されていた

バッハは後に、ジルバーマン・オルガンの調律が「こんにちの慣習に似つかわしくない」との不平を洩らしている。
《クラヴィーア練習曲集 第3巻》は、バッハの4つあるクラヴィーア練習曲の3作目にあたる。オルガンを意図した唯一の《練習曲集》であり、ほか3作はチェンバロ曲集である。「クラヴィーア練習曲集」という題名は、同じ題名をもつ曲集の長い伝統に意識的に言及したものである。すなわち、ヨハン・クーナウ（ライプツィヒ、1689年・1692年）、ヨハン・フィリップ・クリーガー（ニュルンベルク、1698年）、ヴィンツェント・リューベック（ハンブルク、1728年）、 ゲオルク・アンドレアス・ゾルゲ（ニュルンベルク、1739年）、ヨハン・ジギスムント・ショルツェ（ライプツィヒ、1736年–1746年）の作品群である。バッハは、《クラヴィーア練習曲集 第2巻》―イタリア協奏曲とフランス風序曲―を1735年に完成させてから、本作の作曲に着手している。バッハは準備段階での遅延のために、バッハは製版職人の工房2社を起用した。43ページ分をライプツィヒのヨハン・ゴットフリート・クリューグナーの3人の職人が担当し、35ページ分をニュルンベルクのバルタザール・シュミットが担当した。完成された78ページ相当の譜面は、1739年の聖ミカエル祭（9月末）にライプツィヒで出版された。3ライヒスターラーと比較的高値であった。バッハのルター派的主題は時局にかなったものだった。同年ライプツィヒではすでに3回、宗教改革200周年の記念行事が催されていたからである。

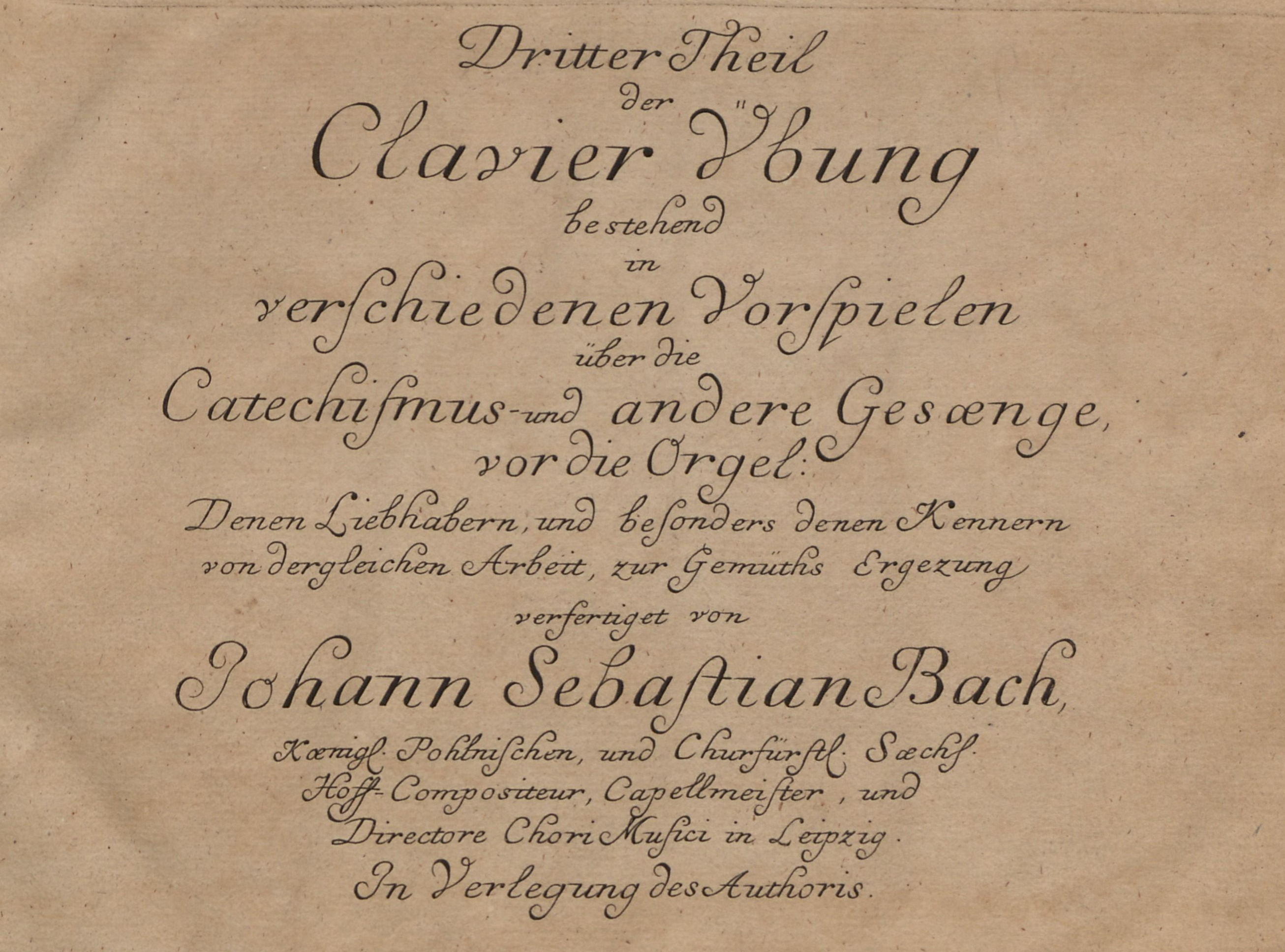
《クラヴィーア練習曲集 第3巻》より題扉

原典の手稿譜の検証から示唆されるのは、「キリエ・グローリア」と大きめの教理問答用コラール前奏曲が最初に作曲され、次いで「前奏曲とフーガ変ホ長調」と手鍵盤用のコラール前奏曲が1738年に、最後に「4つのデュエット」が1739年に作曲されたということである。「いと高きところにいます神にのみ栄光あれ」BWV 676を別にすれば、すべての曲目が新たに作曲されている。本作の計画と出版を誘導したのは、おそらくゲオルク・フリードリヒ・カウフマンの《調和のとれた心の歓び Harmonische Seelenlust》（1733年–1736年）、コンラート・フリードリヒ・フルレブッシュの《楽曲集 Compositioni Musicali》（1734年–1735年）、ヒエロニムス・フロレンティヌス・クヴェールやヨハン・ゴットフリート・ヴァルター、ヨハン・カスパール・フォーグラーのコラール前奏曲（1734年-1737年出版）に加えて、より古くはニコラ・ド・グリニー（1700年）とピエール・デュ・マージュ（1707年）の『オルガン曲集 フランス語: Livres d'orgue』ことフランス・オルガン・ミサ曲集であった。題扉のバッハの公式化は、楽曲の独特な形式を言い表したり「通人」に訴えかけたりしている点で、上記の先行作品のいくつかを後追いしており、《クラヴィーア練習曲集 第2巻》の題扉とは唯一懸け離れたところとなっている。
《クラヴィーア練習曲集 第3巻》は単なる楽曲の寄せ集めではないと認められているにもかかわらず、連作なのか、それとも緊密に関連付けられた曲同士からなる組曲なのかは、意見の一致を見ていない。フランソワ・クープランやヨハン・カスパール・ケルル、ディートリヒ・ブクステフーデのような作曲家によるこの種の既存のオルガン音楽について言えば、教会用の礼拝における音楽上の必要性に原因があった。バッハがイタリア音楽・フランス音楽・ドイツ音楽を参考にしていることから《クラヴィーア練習曲集 第3巻》は、直接「オルガン・タブラチュア集」の伝統に位置づけられる。この伝統は、ライプツィヒ聖トーマス教会におけるバッハの先駆者のひとりエリアス・ニコラウス・アンマーバッハによる同種の、ただしずっと初期の曲集にまでさかのぼる。

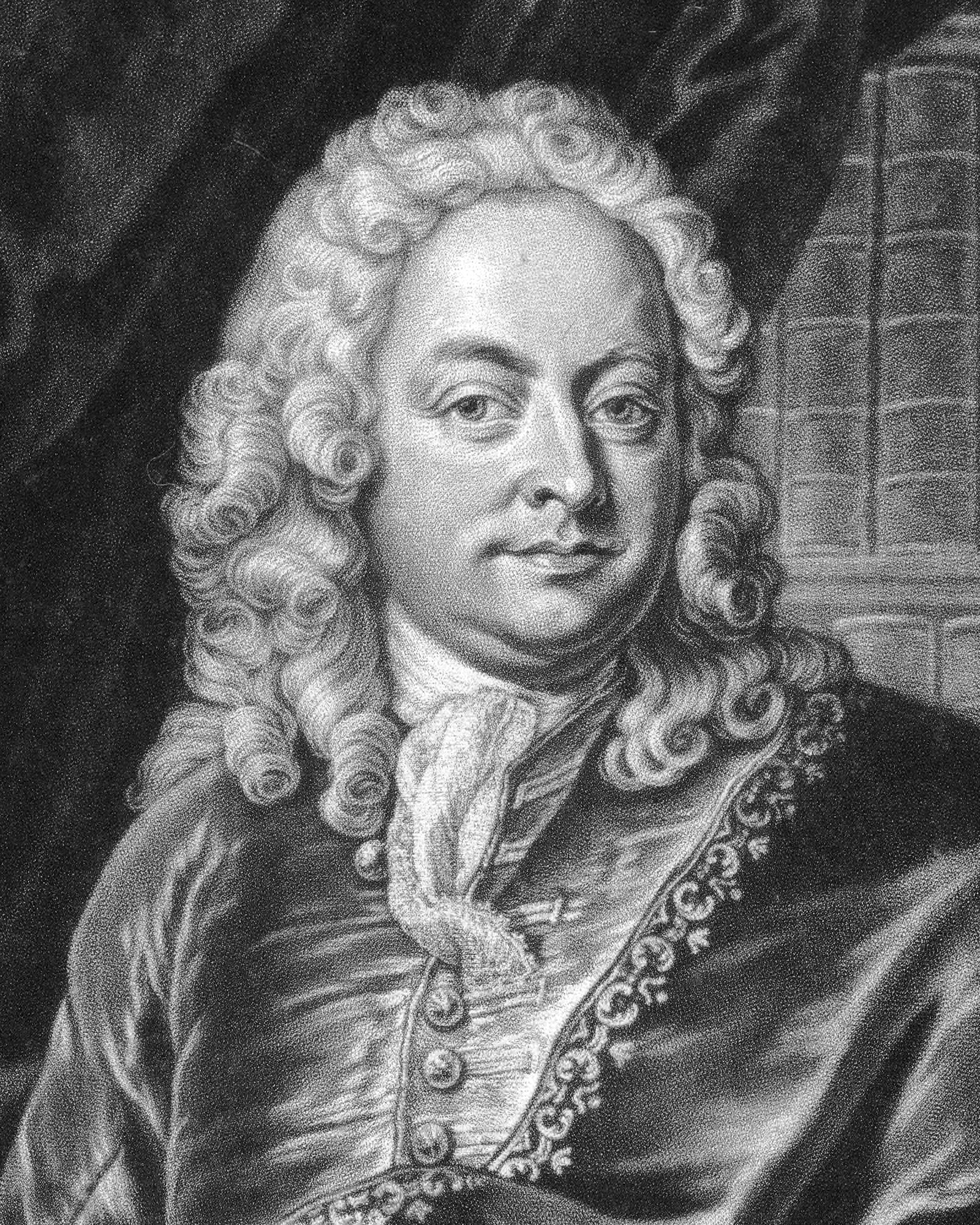
ヨハン・マッテゾン

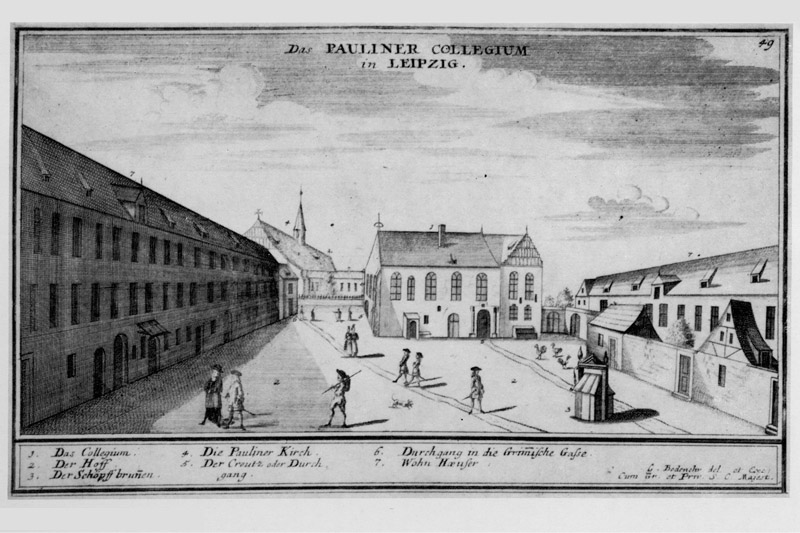
ライプツィヒ大学の銅版画。背景に附属の聖パウリ教会が見える。1730年代にはバッハの友人のミツラーとビルンバウムが教授として、バッハの次男カール・フィリップ・エマヌエルが学生として在籍していた。

バッハの複雑な音楽様式は同時代の幾人かに扱き下ろされてきた。作曲家・オルガニスト・音楽学者のヨハン・マッテゾンは、『カノン解体 Die kanonische Anatomie』（1722年）において以下のように註解する。
筆者自身も経験しているのだが、芸術作品（たとえばカノンとかそのようなもの）が上達すると、分別臭い作曲家は夢中になるあまり、本気でこっそりと自作に満足を見出そうとする、というのは本当の話だ。だがこのような自己愛によって作曲家は、自作に満足できることが目標であるとはいえ、他のことがほとんど考えられなくなるまで、不本意ながら音楽の真の目的から遠ざけられてしまう。本当は作曲家は、自分自身の向き不向きだけでなく鑑賞者の向き不向きも追求せねばならぬのだ。筆者はしばしば取るに足りないと思える曲を作ってきたが、思いのほか大好評を得たりした。筆者は衷心よりこの点に注目して、同じことをたくさん述べてきたが、それでも芸術性に従って判断する限り、ほとんど得られるものはない。
バッハのカンタータ第21番「われは憂いに沈みぬ」のデクラメーションの書法を嘲笑った1725年の有名な記事を別にすれば、1731年までマッテゾンのバッハ評は肯定的であった。しかしながら1730年になると、マッテゾンは自分のクラヴィーアの腕前について抒情詩人のゴットフリート・ベンヤミン・ハッケ（Gottfried Benjamin Hancke）が、「バッハならマッテゾンを袋詰めにしてボコボコにするだろう」と好ましからざる論評をしていたことを偶然耳に入れてしまう。1731年以降マッテゾンのバッハについての書きぶりは、虚栄心にそそのかされて批判的になっていき、「あのわざとらしいバッハ」と呼んでいる。この頃からバッハの元門人のヨハン・アドルフ・シャイベはバッハにチクチクとした批難を向けるようになっていた。1737年に曰く、バッハは「大げさで混乱した性格をもたらすことによって、自分の作品からありったけの自然さを奪い取り、過度の作為によって作品の美しさを覆い隠している。」シャイベとマッテゾンは、事実上共同戦線を張ってバッハを攻撃しており、実のところマッテゾンはシャイベの反バッハ運動に直接身を投じたのであった。バッハは当時直接は発言していない。バッハの言い分は、バッハからの遠慮がちな促しもあって、音楽愛好家でバッハとローレンツ・クリストフ・ミツラーの友人でもあったライプツィヒ大学の修辞学教授ヨハン・アブラハム・ビルンバウムが論じたのであった。1738年3月に、シャイベはバッハの「考えられなくもない過ち」にさらなる攻撃を仕掛けている。
この偉人は、学識ある作曲家に事実上求められる科学や人文学を、ろくに学んでこなかったのだ。哲学を学んだことがなく自然の力や理屈が研究できず理解もできない人間が、どうすれば自作の楽曲で過ちを犯さずに済むというのか。学術的な観察や研究だけでなく、修辞法や詩学と同じくらいに音楽にとっても必要不可欠な法則性というものにも滅多に頭を悩ませたことがないならば、どうすればそんな人間が良い趣味の陶冶のために必要不可欠な利点をことごとく得られるというのか。その利点なくして感動的にかつ表現豊かに作曲することなどできはしないのに。

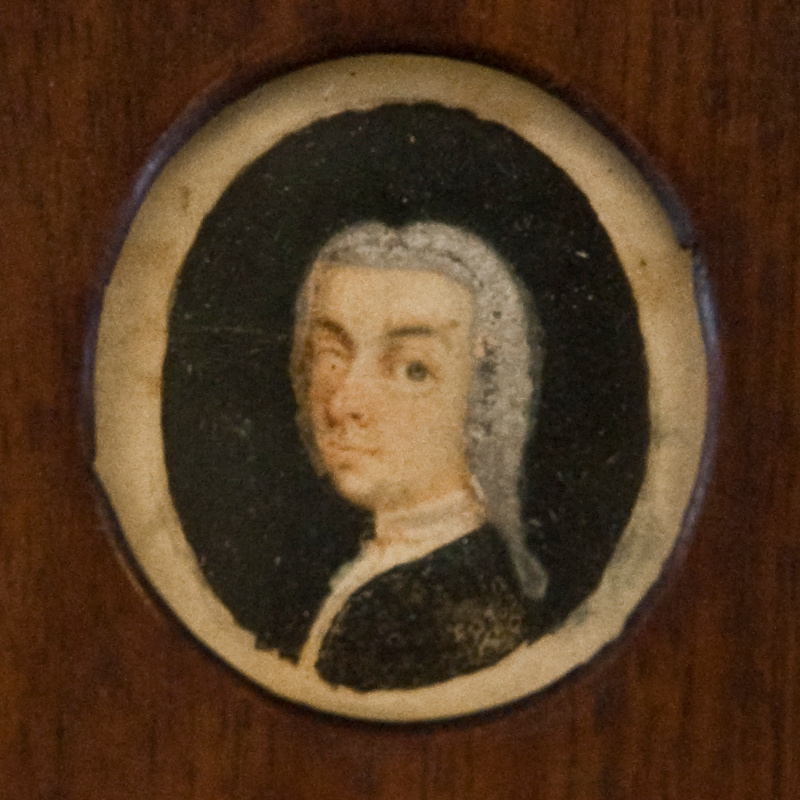
ヨハン・アドルフ・シャイベ

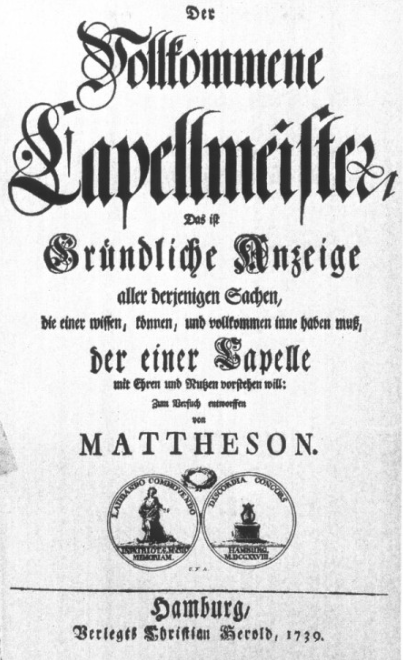
ヨハン・マッテゾンの『完全なる楽長』（1739年）より題扉

1738年に近刊の評論集『完全なる楽長』（1739年）の広告の中でマッテゾンは、シャイベの、ビルンバウムとの応酬の結果である手紙を引いており、そこではシャイベが、バッハの「作為的な」対位法よりもマッテゾンの「自然な」旋律の方がずっと好きだと表明している。バッハは、知己のミツラーや、ライプツィヒの出版社クリューグナーやブライトコプフら（いずれもマッテゾンの出版社でもあった）を通じて、マッテゾンの論文の中身についてさらに詳しい知識を得たことであろう。対位法についてマッテゾン曰く、
3主題による二重フーガについては、管見を述べると、出版されたものは拙作の《よく鳴り響く指の格言 ドイツ語: Die wol-klingende Finger-Sprache》を措いて他にはなく、控えめに言っても本作は他人に引けをとるものではなかろう。それどころか筆者は、フーガの偉大な達人であらせられるところの、ライプツィヒの名高いバッハ氏による同種の楽曲が印刷されているものがあるならば、お目に掛かりたいものである。ところで、この欠如が豊富に提示しているのは、一方では、十分な基礎を積んだ対位法に通じた作曲家の週末状態なり衰退なりであり、他方では、当世の無知なオルガニストや作曲家がそうした教材についての無関心なのである。
バッハの個人的な反応がいかなるものであったにせよ、《クラヴィーア練習曲集 第3巻》の対位法的な書法は、シャイベの批難やマッテゾンのオルガニストへの要求に対する音楽的な回答になっている。本作の特質が「この宮廷作曲家をことさら批難しようとする連中に対して力強い拒否の姿勢」を示しているとする、上述のミツラーの論述は、シャイベらの批難に対する口先の反撥である。いずれにせよたいていの論者は、バッハの記念碑的大作の主な発想源は音楽的であり、つまるところジローラモ・フレスコバルディの《フィオーリ・ムジカーリ》のような音楽作品だった、という点で一致している。バッハは同作に特別な愛着を示しており、1714年にヴァイマルで同作の自分専用の写しを入手していた。

## テクスチュアと楽曲の構想
| BWV   | 曲名                                 | 典礼上の趣旨 | 演奏形態・楽式                     | 調性         |
| ----- | ------------------------------------ | ------------ | ---------------------------------- | ------------ |
| 552/1 | 前奏曲                               |              | オルガノ・プレノのための           | 変ホ調       |
| 669   | キリエ、父なる神よ                   | キリエ       | ソプラノに定旋律                   | ト調         |
| 670   | すべての世の慰めなるキリストよ       | キリエ       | テノールに定旋律                   | ハ調（ト調） |
| 671   | キリエ、聖霊なる神よ                 | キリエ       | 足鍵盤に定旋律（オルガノ・プレノ） | ト調         |
| 672   | キリエ、父なる神よ                   | キリエ       | 3/4拍子、手鍵盤のみ                | ホ調         |
| 673   | すべての世の慰めなるキリストよ       | キリエ       | 6/4拍子、手鍵盤のみ                | ホ調         |
| 674   | キリエ、聖霊なる神よ                 | キリエ       | 9/8拍子、手鍵盤のみ                | ホ調         |
| 675   | いと高きところには神にのみ栄光あれ   | グローリア   | トリオ 手鍵盤のみ                  | ヘ調         |
| 676   | いと高きところには神にのみ栄光あれ   | グローリア   | トリオ 手鍵盤のみ                  | ト調         |
| 677   | いと高きところには神にのみ栄光あれ   | グローリア   | トリオ 手鍵盤のみ                  | イ調         |
| 678   | これぞ聖なる十戒                     | 十戒         | カノンによる定旋律の処理           | ト調         |
| 679   | これぞ聖なる十戒                     | 十戒         | フーガ 手鍵盤のみ                  | ト調         |
| 680   | われらみな唯一なる神を信ず           | 信仰告白     | オルガノ・プレノによる4声のための  | ニ調         |
| 681   | われらみな唯一なる神を信ず           | 信仰告白     | フーガ 手鍵盤                      | ホ調         |
| 682   | 天にいますわれらの父よ               | 主の祈り     | トリオ カノンによる定旋律の処理    | ホ調         |
| 683   | 天にいますわれらの父よ               | 主の祈り     | 非フーガ的書法 手鍵盤のみ          | ニ調         |
| 684   | われらの主キリスト、ヨルダン川に来り | 洗礼         | 4声 足鍵盤に定旋律                 | ハ調         |
| 685   | われらの主キリスト、ヨルダン川に来り | 洗礼         | 転回対位法によるフーガ 手鍵盤のみ  | ニ調         |
| 686   | 深き淵よりわれ汝を呼ぶ               | 告解         | オルガノ・プレノによる6声          | ホ調         |
| 687   | 深き淵よりわれ汝を呼ぶ               | 告解         | モテット 手鍵盤のみ                | 嬰へ調       |
| 688   | われらの救い主なるイエス・キリスト   | 聖餐         | トリオ 足鍵盤に定旋律              | ニ調         |
| 689   | われらの救い主なるイエス・キリスト   | 聖餐         | フーガ 手鍵盤のみ                  | ヘ調         |
| 802   | デュエット I                         |              | 3/8拍子、短調                      | ホ調         |
| 803   | デュエット II                        |              | 2/4拍子、長調                      | ヘ調         |
| 804   | デュエット III                       |              | 12/8拍子、短調                     | ト調         |
| 805   | デュエット IV                        |              | 2/2拍子、長調                      | イ調         |
| 552/2 | フーガ                               |              | 5声、オルガノ・プレノのための      | 変ホ調       |

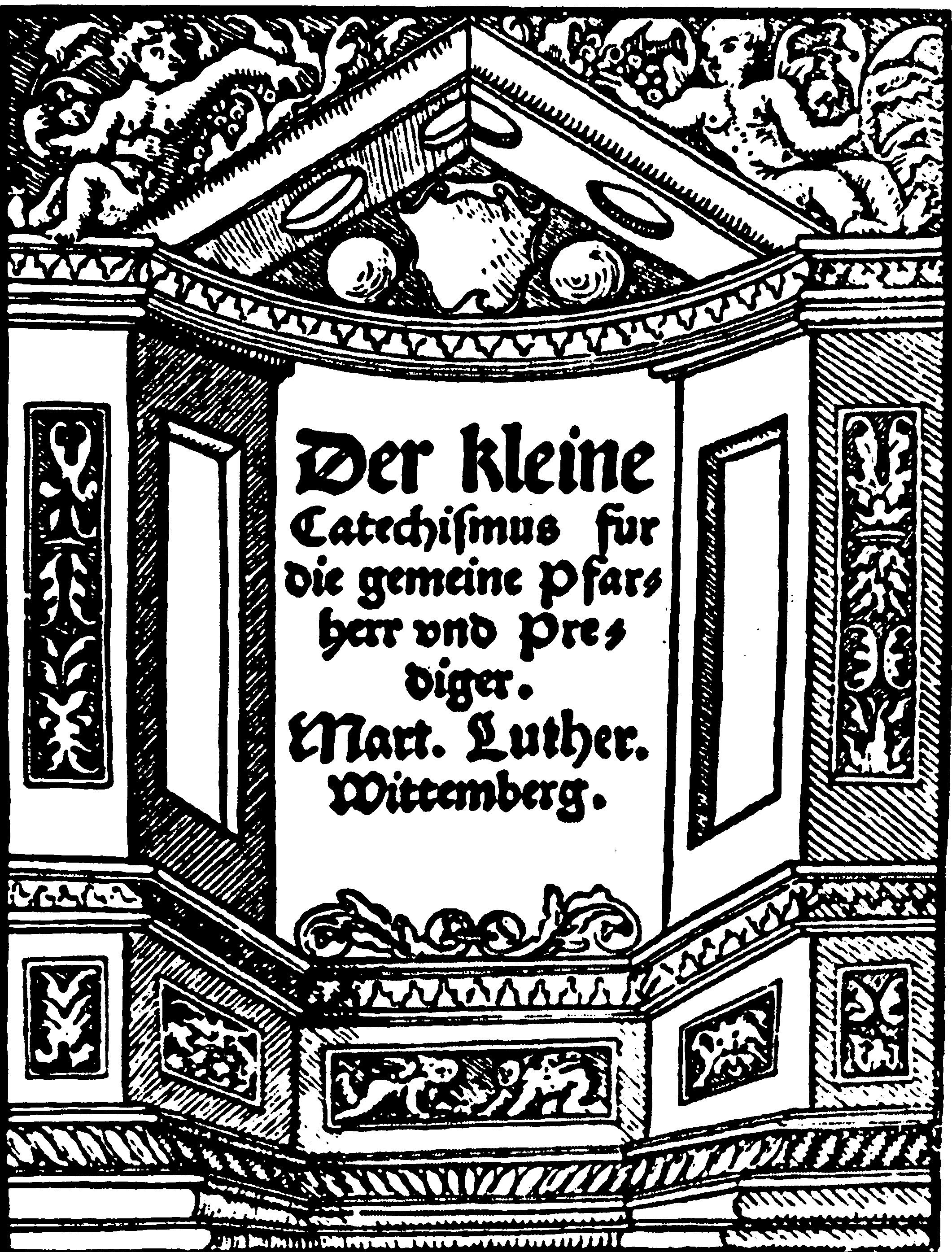
マルティン・ルターの小教理問答書（1529年）より題扉。

本作品集においてコラール前奏曲の数である21は、フランス・オルガン・ミサ曲における楽章数と一致している。ミサ曲と教理問答コラールは、ライプツィヒにおける日曜礼拝のスケジュール、すなわち午前のミサと午後の教理問答に対応している。同時代のコラール集において、ルター派の礼拝は、トロープス化されたドイツ語のキリエやドイツ語のグローリアを含んでおり、聖三位一体の章を先導していた。オルガニストで音楽理論家のヤーコプ・アードルングは1758年に、日曜日の2つの賛美歌「いと高きところには神にのみ栄光あれ」と「われらみな唯一なる神を信ず」を、別々の調性で演奏するという教会オルガニストの習慣について記録している。言及されたホ調から変ロ調までの6つの調性のうち、バッハは「神にのみ栄光」に3つの調性を用いている。オルガンは、信仰についての一連の問答である教理問答に何の役目も果たしておらず、ゆえに教理問答コラールの存在は、バッハの個人的な熱意の表明だったのかもしれない。だがしかし、ルターの小教理問答集は、「十戒」「信仰告白」「主の祈り」「洗礼」「鍵の権能と告解」「聖餐」という、ルター自身の6つの教理問答コラールの厳密な主題に集中するものだった。ドイツのバッハの地域では、これらの教理問答の賛美歌は平日の学校の集会で、キリエとグローリアは日曜日の集会で歌われていた。ルターの賛美歌集は、6つのコラールすべてが含まれている。とはいえバッハは、1539年のライプツィヒ聖トーマス教会におけるルターの説教を記念する200年目の特別な節目に、元々いくつかはグレゴリオ聖歌を源流としているこれらのコラールを、ルター主義の主たる教義への供え物として用いた可能性がより考えられる。ルター派にとって主要な書物は聖書であり、また賛美歌集や教理問答集であった。バッハはすでにカンタータや受難曲でたくさんの聖句に曲付けをしている。1736年には賛美歌集の出版に向けてゲオルク・クリスティアン・シェメッリに協力している。最後に、1738年に、教理問答コラールをオルガン用のコラール前奏曲に仕上げたのであった。
Williams (1980)は、《クラヴィーア練習曲集 第3巻》が以下のような特色をフレスコバルディの《音楽の花束》から借用している、と提唱する。バッハは《音楽の花束》の私的な写譜を持っており、そこに J.S. Bach 1714 との署名を入れていた。

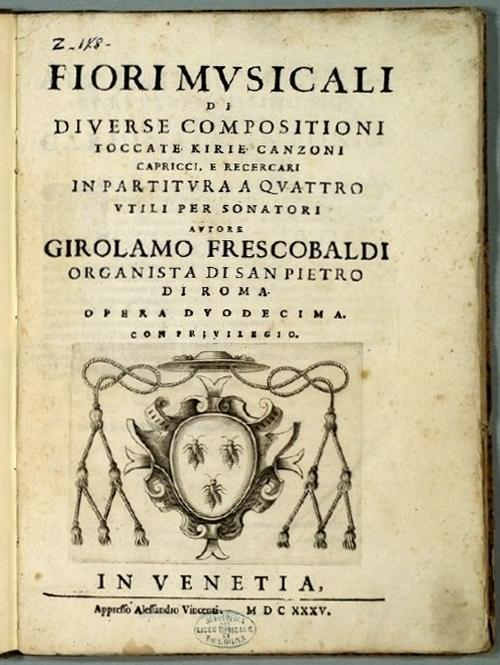
ジローラモ・フレスコバルディ作曲《音楽の花束》出版譜の題扉（1636年）

- 意図：《音楽の花束》は、「ミサ曲や晩禱に相当する」楽曲によって「主としてオルガニストを輔佐するため」、作曲された。
- 構想： 《音楽の花束》の3つのミサ曲のうち第1曲は、前奏となるトッカータに続いてミサ曲（2つのキリエ、5つのクリステ、さらなる6つのキリエ）、それから使徒書簡によるカンツォン、クレドの後のリチェルカーレ、昇階唱のための半音階的トッカータ、そして最後に、ポストコムニオンの後のカンツォン（フーガ様式）、という構成をとる。
- 対位法：フレスコバルディの短いキリエやクリステは、4声体の古様式の対位法で作曲されている。それらの多くが、絶え間なく流れる定旋律かまたはオルゲルプンクトを有している。
- 楽曲構造：《クラヴィーア練習曲集 第3巻》のフーガBWV 552/2 の主題の発展と結合は、《音楽の花束》の第1のミサ曲の結びのカンツォンや第2のミサ曲の「もう一つのリチェルカーレ」にぴったり当てはまっている。同様に、「われらみな唯一なる神を信ず」によるフーガBWV 680のバス声部のオスティナートは、《音楽の花束》のバス声部に5音のオスティナート音型をもつリチェルカーレが前例となっている。

Williams (2003)によると、作品の周期的な秩序や構想から一目瞭然になるように（ただし聴感的にはそうでもないが）、バッハは自分のオルガン曲集に明らかに典礼用の意図を持っていた。手鍵盤のみのフーガが作曲されたのは《平均律クラヴィーア曲集 第2巻》と同時期だったにせよ、何かしらの共通点がありそうなのは、「われらが救い主なるイエスキリストよ」によるフーガ（BWV 689）くらいである。バッハの音楽面の構想は、多種多様な構成に現れている。
1. オルガノ・プレノの楽曲
2. ポリフォニーの3つの様式
3. ミサ曲中の手鍵盤限定の楽曲やトリオ・ソナタ様式
4. 教理問答コラールにおける対の楽曲（定旋律のあるカノン2曲、足鍵盤に定旋律が置かれたオルガノ・プレノのための2曲）
5. 「4つのデュエット」における自由なインベンション様式

《クラヴィーア練習曲集 第3巻》の真ん中を占めるフゲッタ（BWV 681）は、他の3作の「クラヴィーア練習曲集」の真ん中の楽曲と同様に、曲集の後半の開始を告げるという、構成上の役目を負っている。揃ってフランス風序曲の音楽的なモチーフを用いて作曲されており、《クラヴィーア練習曲集 第1巻》のパルティータ第4番（BWV 828）の第1曲しかり、《クラヴィーア練習曲集 第2巻》のフランス風序曲（BWV 831）の第1曲しかり、《クラヴィーア練習曲集 第4巻》（ゴルトベルク変奏曲 BWV 988）の（「1段鍵盤のための序曲」と記入された）第16変奏しかりである。そして《フーガの技法》自筆譜版の第7コントラプンクトゥスも同様の趣向によっている。
礼拝での使用が目論まれたかもしれないとしても、《クラヴィーア練習曲集 第3巻》の技術的な難度の高さは、バッハのその後の作品のように——《カノン風変奏曲》BWV 769しかり、《音楽の捧げ物》BWV 1079しかり、《フーガの技法》BWV 1080しかり——、たいていのルター派教会のオルガニストにとってあまりにも要求が高すぎる作品と思えたことだろう。事実、多くのバッハの同時代人は意図して幅広い層のオルガニストに受け入れられるように」作曲したのである。バッハのようなコラール前奏曲は「あまりに難しくて演奏者にはほとんど用無しだった」ため、ゾルゲは自作の《前奏曲 (Vorspiele)》（1750年）で単純な3声コラールを作曲している。バッハ門下でヴァイマル出身のフォーゲルは、「もっぱら田舎の教会で演奏しなければならない人のために」《コラール》を作曲し、もうひとりのヴァイマル出身の門人ヨハン・ルートヴィヒ・クレープスは、《クラヴィーア練習曲集 第2巻 (Klavierübung II)》（1737年）を、「淑女がさほど苦もなく」演奏できるように作曲した。
《クラヴィーア練習曲集 第3巻》は、ドイツ様式・イタリア様式・フランス様式を結合させており、中でも開始の前奏曲（BWV 552/1）において、（後述するように）その3つの主題群は、おのおのフランス様式、イタリア様式、ドイツ様式を代表するように意図的に選ばれたように見える。この趣向は、17世紀末から18世紀初頭までのドイツにおいて、作曲家や演奏家が、後に「混合趣味」として知られるようになった様式で作曲したり演奏したりするという流行を映し出している（「混合趣味」はヨハン・ヨアヒム・クヴァンツによる造語である)
。1730年にバッハは、今では有名になった、ライプツィヒ市議会宛ての書状『巧みに運用された教会音楽の短いが極めて重要な腹案 "Kurtzer, iedoch höchstnöthiger Entwurff einer wohlbestallten Kirchen Music"』の中で、演奏の条件だけでなく、別々の国に由来する演奏様式を採用するための精神的圧迫についても愚痴をこぼしている。
どのみちドイツ人の音楽家が、イタリアかフランス由来のものであろうと、イギリスかポーランド由来のものであろうと、ありとあらゆる音楽を、当意即妙に演奏できるように期待されているだなんて、ちょっと変だ。
早くも1695年にゲオルク・ムッファトは、《音楽の花束 第1番 (Florilegium Primum)》の献辞において「筆者はあえてただ一つの様式や方式にこだわることはせず、筆者がさまざまな国での経験を通じて身に着けたそれぞれの様式を、あたうる限り巧妙に混ぜ合わせることにした。フランスの流儀をドイツの流儀やイタリアの流儀と混ぜ合わせるとき、筆者が始めるのは戦争ではなく、おそらくは一体感への序奏であり、誰からも望ましいとされる切なる平和なのである」と述べている。この傾向は、バッハの批判者であったマッテゾンやシャイベを含む当時の論者によって推奨されており、彼らはゲオルク・フィリップ・テレマンの同時代の室内楽を称賛して「ドイツの声部書法とイタリアのガランテリーとフランスの情熱が結合されていれば最高である」と述べていた。

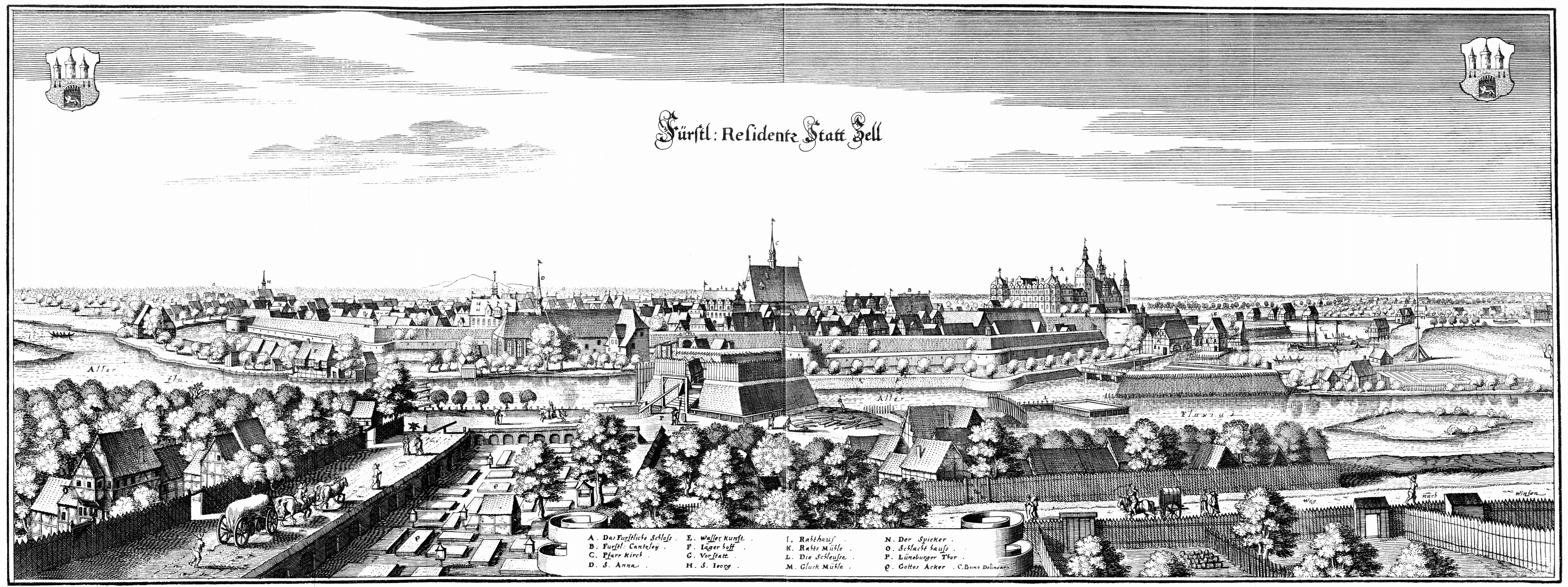
マテウス・メーリアンによるツェレの町並みのエングレービング （1654年）

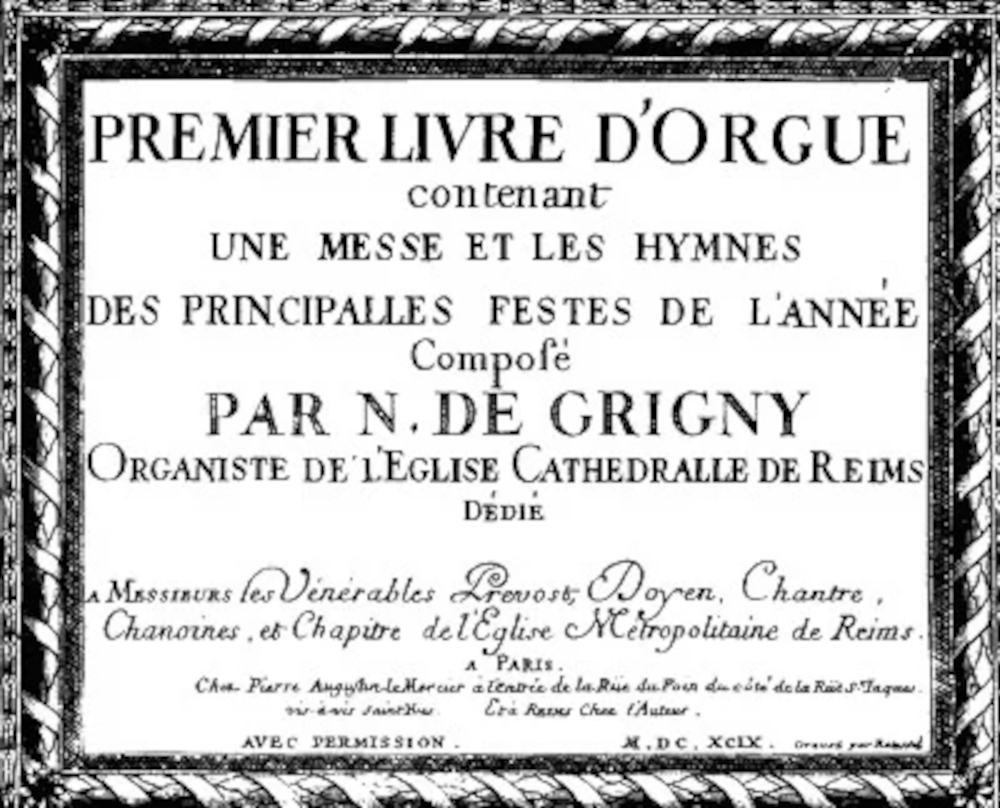
ニコラ・ド・グリニーの「フランス・オルガン・ミサ曲」と呼ばれる《オルガン曲集 第1巻 (Premier Livre d'Orgue)》の題扉（1699年パリ）

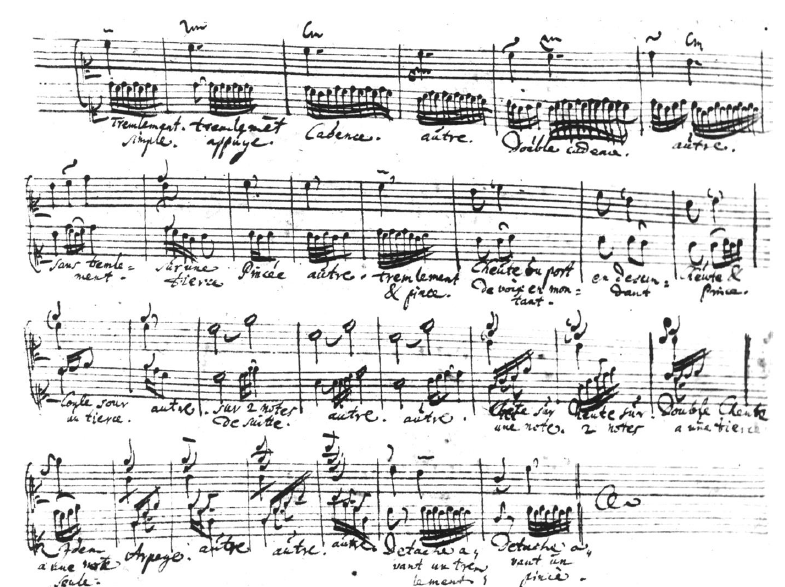
ダングルベールの《クラヴサン曲集 (Pièces de Clavecin)》より、装飾音一覧。バッハのヴァイマル時代の筆写譜（1709年～1716年）から。同じ紙面にグリニーの《オルガン曲集》も筆写されている

カール・フィリップ・エマヌエル・バッハは1754年の『故人略伝 (Nekrolog)』において、父親がリューネブルク・聖ミヒャエル教会附属学校に在学中だった若年期を振り返って、次のように記録している。
当地から、ツェレ公によって維持され、団員のほとんどがフランス人だった当時の有名なオーケストラをしばしば鑑賞することによって、この（ドイツの）地で、あの頃に、まったく斬新だったフランス様式の基礎固めをする機会が得られたのだった。
ブラウンシュヴァイク＝リューネブルク公ゲオルク・ヴィルヘルムの宮廷楽団は1666年に結成されるとジャン＝バティスト・リュリの作品が集中的に取り上げられた。リュリ作品がドイツで人気になったのは、1680年から1710年にかけてのことである。バッハが宮廷楽団に接したのは、ゲオルク・ヴィルヘルム公の夏宮殿があったダネンベルクだったと考えられる。リューネブルクの地においては、ヨハネ教会のオルガニストだったゲオルク・ベームの作品や、1701年に同地を訪れたヨハン・カスパール・フェルディナント・フィッシャーの作品をバッハは聴いていたであろう。（ベームもフィッシャーもフランス様式の影響を受けた作曲家であった。）カール・フィリップ・エマヌエル・バッハは『故人略伝』の後半において、「オルガンの芸術において、彼はブルーンスやブクステフーデに、フランス人オルガニスト数名を模範にした」と告げている。1775年になってもこの点をバッハの伝記作家ヨハン・ニコラウス・フォルケルに対して敷衍しており、（父は）ブクステフーデやベーム、ブルーンス、フィッシャー、フレスコバルディ、フローベルガー、ケルル、パッヘルベル、ラインケン、シュトルンクの作品だけでなく、「古き良きいくたりかのフランス人」の作品も研究していたと記した。
同時代の文書は、これら「古き良きいくたりかのフランス人」が、ジャック・ボワヴァンやギヨーム＝ガブリエル・ニヴェール、アンドレ・レゾン、ジャン＝アンリ・ダングルベール、ガスパール・コレット、ニコラ・ルベーグ、ガスパール・ル・ルー、シャルル・デュパール（デューパール）、フランソワ・クープラン、ニコラ・ド・グリニー、ルイ・マルシャンだったであろうことを物語っている。1713年に熱心な好楽家だったザクセン＝ヴァイマル公子ヨハン・エルンストが、欧州各地のグランド・ツアーからイタリア音楽とフランス音楽をヴァイマル宮廷に持ち帰ったと報告されている。同時期に、おそらくはより早くに、バッハがグリニーの《オルガン曲集》（1699年）全曲とダングルベールの《クラヴサン曲集》（1689年）からの装飾音一覧の細心な筆写譜を作成しており、弟子のフォーグラーはボワヴァンの2つの《オルガン曲集》を筆写している。さらにヴァイマルでバッハは、従兄のヨハン・ゴットフリート・ヴァルターのフランス音楽の徹底したコレクションにも触れたであろう。それからかなり後の1738年に、《クラヴィーア練習曲集 第3巻》がまだ準備段階だったとき、ビルンバウムはバッハの作曲様式をめぐるシャイベとの論戦の中で、おそらくバッハからの提案により、装飾音との関連でグリニーやデュマージュの作品を持ち出している。
《クラヴィーア練習曲集 第3巻》冒頭の前奏曲（BWV 552/1）と真ん中の「手鍵盤のための」コラール前奏曲「われらみな唯一なる神を信ず」（BWV 681）の「フランス風序曲」の要素は別としても、2つの大規模な5声のコラール前奏曲（「これぞ聖なる十戒」（BWV 678）と「天にいますわれらの父よ」（BWV 682））は、2段の手鍵盤にそれぞれ2声部が、足鍵盤に第5声部が割り当てられており、そのことから、グリニーの5声のテクスチュアに部分的に影響されているということについては多くの論者が一致を見ている。
《クラヴィーア練習曲集 第3巻》は、オルガン音楽の作曲におけるバッハの技術面の集大成であると同時に、個人的な信仰の表明であると見做されてきた。他の後期作品と同じく、バッハの音楽語法は、様式的なものであれ慣習的なものであれ、別次元の性質を帯びている。明らかに長調で作曲された楽曲でも、「キリエ、聖霊なる神よ」BWV 674や「いと高きところには神にのみ栄光あれ」BWV 677のようなトリオ（トリオ・ソナタ）は、調性感が曖昧である。バッハは知られる限りの音楽形式で作曲している。すなわち、フーガ、カノン、パラフレーズ、「定旋律」、リトルネロ、モチーフの展開、ならびに各種の対位法である。5曲の古様式による対位法的な作品（BWV 669–671、686およびフーガBWV 552/2の第一部）は、パレストリーナとその追随者（フックスやカルダーラ、ゼレンカら）の影響を示している。だがバッハは、「古風な様式」の長い音価による主題を用いていても、例えば「キリエ、聖霊なる神よ」BWV 671に見られるように、元となった手本を乗り越えるのである。
Williams (2007)は《クラヴィーア練習曲 第3巻》の狙いの一つを、オルガン・リサイタルのために理想のプログラムを提供することだと述べた。そのようなリサイタルは、後にバッハの伝記作家ヨハン・ニコラウス・フォルケルが次のように描写している。
ヨハン・ゼバスティアン・バッハがオルガンの前に腰を下ろしたとき、まったく礼拝の時間ではなくても、そのような時にしばしば求められたように、いくつか主題を選び、オルガン曲のあらゆるジャンルで演奏を行なった。たとえすでに2･3時間にわたって休憩なしで演奏した後でも、そのようにすることで主題が常に自分の素材であり続けるようにしたのだ。まずはこの主題をオルガノ・プレノのための前奏曲とフーガに用いた。それからずっと同じ主題によってトリオやカルテットを演奏し、ストップを用いて自身の至芸を発揮した。その後はコラールが1曲続き、その旋律は、開始の主題によってありとあらゆる流儀で心地よく取り巻かれて三部構成か四部構成になる。最後に、締めはオルガノ・プレノのためのフーガである。最初の優位に立った主題のみが違った処理を施されるか、またはそのときの雰囲気次第で、一つか二つ別の主題がそこに織り込まれる。
《クラヴィーア練習曲集 第3巻》の音楽的な構想は、オルガノ・プレノのための前奏曲とフーガの間に挟み込まれた、コラール前奏曲と小品とからなる曲集、というこのパターンを補強しているのである。

## 数秘術の重大性

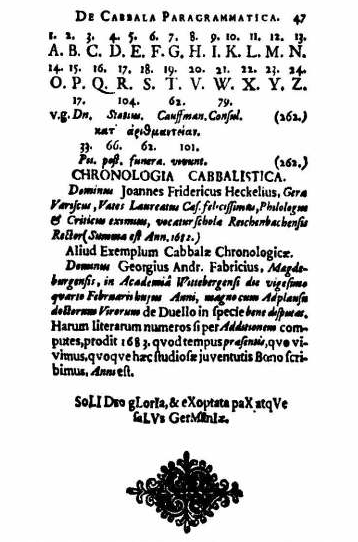
バロック時代の番号付アルファベット ヨハン・ヘニング著『カッバロロギア』（1683年）より

Wolff (1991)は、《クラヴィーア練習曲集 第3集》の数秘術について分析を行なっている。Wolffによると、周期的な秩序があるという。冒頭の前奏曲とフーガとが、3グループに分けられる小品集を取り囲んでいる。ルター派礼拝のキリエとグローリアに基づく9つのコラール前奏曲、ルター派教理問答に基づく6組のコラール前奏曲、そして4つのデュエットである。グループごとにそれぞれの内部構成が見られる。最初のグループは、3曲からなるグループ3つのまとまりである。最初の3曲はキリエによる古様式のコラールであり、徐々にテクスチュアを複雑にしてパレストリーナのポリフォニックなミサ曲に立ち戻っている。次のグループはキリエによる3つの短いバーセットであり、6/8拍子や9/8拍子、12/8拍子といった進歩的な拍子記号をもつ。第3のグループはドイツ語のグローリアによる3つのトリオ・ソナタであり、手鍵盤のみの2曲が、2段の手鍵盤と足鍵盤のためのトリオを取り囲んでいる。この3曲はヘ調・ト調・イ調と、順序通りに調性が上がっていく。教理問答コラールのそれぞれの組は、2段の手鍵盤と足鍵盤のための楽曲の後に、より小規模な手鍵盤のみのフーガ的なコラールが続くというものである。12の教理問答コラールのグループは、オルガノ・プレノのための大掛かりな楽曲（「われら信ず」や「深き淵より」）を軸にまとめられた6曲からなるグループ2つへとさらに分けることができる。4つのデュエットは、ホ調・ヘ調・ト調・イ調と連続した調進行によって関連付けられている。
《クラヴィーア練習曲集 第3集》は、従って、多種多様な構成の組み合わせなのである。軸となるパターンは、似たような組み合わせか対照的な組み合わせであり、段階的に強まっていくシンメトリーである。数秘術的な符丁もきわめて重要である。ミサ曲の9曲(3×3)は、典礼文の「三位一体」の「3」に言及しており、特定するなら「父」「子」「聖霊」の語に対応するものである。教理問答コラールの12という数は、通常の教会の「12」の用法に言及するものとして、「十二使徒」のことと理解しうる。作品全体は27曲(3×3×3)あって（符丁の）パターンを完成させる。とはいえ、このような構成にもかかわらず、本作は通して演奏すべきものとして意図されたとは考えにくい。1つの曲集として、オルガニストのために教会での演奏用の資料として意図されたのであれば、4つのデュエットはおそらく聖餐の伴奏だったのかもしれない。
Williams (2003)は、さまざまな研究者によって指摘されてきた、《クラヴィーア練習曲集 第3巻》における黄金分割の発生について論評している。前奏曲とフーガの小節数の分割がその一例である。フーガは全体で117小節あり、第1部が36小節、中間部が45小節、第3部が36小節あり、それゆえ黄金比は中間部と両端部との間で生じる。中間部の中間点が軸であり、そこでは第2主題が登場すると見せかけておいて第1主題が登場するのである。最後に、「天にいますわれらの父よ」BWV 682において回転軸は、手鍵盤と足鍵盤で声部交換が行われる第41小節であり、41という数字は、JS BACHの文字の番号順の数字を合計した数である（IをJと、UをVと同一視するバロック時代のしきたりを採用している）。全91小節のこのコラール前奏曲において、その後の第56小節のカデンツが黄金分割の別の例となっている。91という数字そのものは、7×13の積であり、7は祈りの、13は罪の象徴である。この二つの要素——信仰心と不信心——もまた楽曲構成に直に示されている。

## 前奏曲とフーガ 変ホ長調 BWV 552
本章の説明はWilliams (2003)の楽曲分析に基づいています。

### 前奏曲 BWV 552/1
この曲は、トッカータ ヘ長調 BWV 540と並んでバッハのオルガン用の前奏曲では最も長い楽曲である。オルガン曲にもかかわらず、フランス風序曲（第1主題）とイタリア風のコンチェルト（第2主題）、ドイツ風のフーガ（第3主題）のそれぞれの要素が結合されている。フランス風序曲に慣習的な付点のリズムが認められるが、ヴィヴァルディのコンチェルトに見られるようなソロとトゥッティの交替よりも、オルガン曲に伝統的なパッセージの対比に基づいている。元々はコンチェルトやフランス風序曲に一般的だったニ長調で作曲され、変ホ長調に移調された可能性がある。この調性はマッテゾンが1731年に、オルガニストに避けられるが「美しく荘厳な調性」であると述べていた。他方で変ホ長調の調号にある3つのフラットは聖三位一体を象徴していると考えられる。楽曲の主題も（A・B・Cの）3つあり、独立しているが時々重なり合う。それぞれの主題は順に、聖三位一体における「父」「子」「聖霊」を表象するものと解釈されてきた。
前奏曲が進むにつれて、ヴィヴァルディのコンチェルトに典型的に見られるように、第1主題の再呈示は縮められていく。第2主題の再呈示は属調に移調するだけである。第3主題の再呈示はより発展的で展開される。トッカータ調の楽句は皆無で、曲の書法は当時としてはかなり異例である。主題ごとに足鍵盤のパートは異なった性格付けがなされている。第1主題ではバロック的な通奏低音、第2主題ではピッツィカート風、第3主題では1音ごとに両足で踏み換える古い手法のバス声部、というようにである。3つの主題はみな、3つの16分音符からなる音型を共有している。第1小節の第1主題に見られるように、フランス風序曲に典型的な音型である。第32小節の第2主題においては、ギャラントなイタリア様式による「エコー」となる。第71小節の第3主題では、ドイツ・オルガン楽派のフーガに典型的なモチーフとなっている。3つの主題は民族的な影響が表れている。第1主題がフランス、第2主題がイタリアであり、第3主題は、北ドイツ・オルガン楽派のフーガの伝統からさまざまな要素を引き出しているように、ドイツである。第2主題の「フォルテ」と、エコーを示す「ピアノ」の表記は、少なくとも2段鍵盤が必要であることを明らかにしている。Williamsは、第1主題が第1の鍵盤で、第2主題と第3主題は、第2鍵盤とエコーとしての第3鍵盤でというように、3段鍵盤こそが意図されたはずだと提唱している。
| 楽節 | 小節                            | 説明                                                          | 小節数 |
| ---- | ------------------------------- | ------------------------------------------------------------- | ------ |
| A1   | 第1小節–第32小節                | 第1主題 – 父なる神の主題                                      | 32小節 |
| B1   | 第32小節（上拍）–第50小節       | 第2主題 – 子なる神の主題。第50小節にて第1主題の第31小節を回想 | 18小節 |
| A2   | 第51小節–第70小節               | 第1主題第1部                                                  | 20小節 |
| C1   | 第71小節–第98小節（重複箇所）   | 第3主題 – 聖霊の主題。ハ短調                                  | 27小節 |
| A3   | 第98小節（重複箇所）–第111小節  | 第1主題第2部                                                  | 14小節 |
| B2   | 第111小節（重複箇所）–第129小節 | 第2主題、4度上に移調。第129小節にて第1主題の第31小節を回想    | 18小節 |
| C2   | 第130小節–第159小節             | 第3主題。足鍵盤に対主題をともなう                             | 30小節 |
| C3   | 第160小節–第173小節（重複箇所） | 第3主題、変ロ短調に移調                                       | 14小節 |
| A4   | 第173小節（重複箇所）–第205小節 | 第1主題の再現                                                 | 32小節 |

第1主題「父なる神」
第1主題は、フランス風序曲の、スラーが記入された付点のリズムを有する。掛留を用いた複雑な和声法をもつ5声のための楽曲である。

この主題の最初の再現（A2）は短調によるもので、典型的にフランス的な和声進行を含んでいる。

第2主題「子なる神」
この主題は、「子なる神、『やさしき主』」を表すものであり、スタッカートつきの3声の和音と、「ピアノ」と表記された「エコー」を伴う2小節の楽句である。この和声的な書法はギャラント様式によっている。

この後に、より装飾的でシンコペーションを伴うように変更が加えられるが、曲中を通してそれ以上は展開されない。

第3主題「聖霊」
この主題は、「火の手のようにちろちろと揺らめきながら降りてくる聖霊」を表す一連の16分音符に基づいており、二重フーガに発展する。16分音符には、北ドイツ・オルガン楽派の慣習に従ってスラーは付けられていない。最後の展開（C3）において、主題は変ホ短調を潜り抜け、終結部の予兆となるだけでなく、先行する短調のエピソードに立ち返ったり、例えば『デュエット第1番』のような、曲集中のその後の楽曲と同様の効果を先取りしたりもしている。古めかしい2声・3声の書法は、和声的により複雑で当世風の第1主題と対比をなしている。

フーガの16分音符の主題は足鍵盤に採用され、伝統的な手法による踏み替え奏法が用いられる。

### フーガ BWV 552/2
| 「                                                | この三重フーガは（略）聖三位一体の象徴である。同一の主題が3つの関連付けられたフーガに繰り返し現れるが、その都度新しい個性を付与される。第1のフーガは穏やかで荘厳であり、首尾一貫して完全に統一された楽章である／運動をする。第2のフーガでは主題は偽装されているかのようであり、真の姿は所々で辛うじて認識できるに過ぎず、あたかも神が人の姿に身をやつしたことをほのめかすかのようである。第3のフーガでは、駆け抜けるような16分音符へと変形され、聖霊降臨の風が天空から轟きながら吹いてきたかのようである。 | 」 |
| —アルベルト・シュヴァイツァー『バッハ』（1905年） | |    |

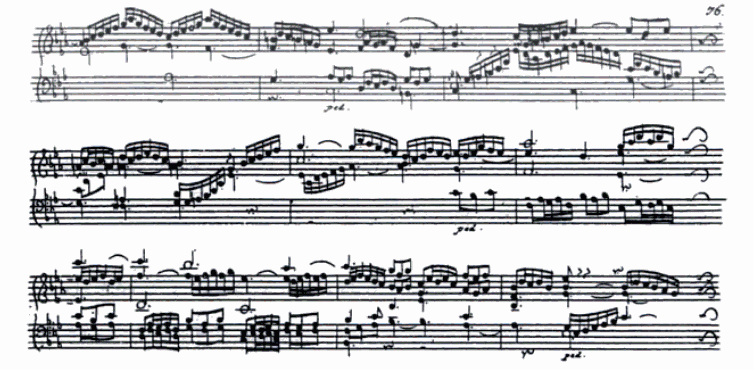
1739年版のフーガ第3部（IMSLPのpdfファイル）

《クラヴィーア練習曲集 第3巻》を締め括る『フーガ変ホ長調』BWV 552/2は、第1主題の開始部分がウィリアム・クロフトの賛美歌 "O God, Our Help in Ages Past" の歌い出しと似ていることから、英語圏では賛美歌の愛称にならって「聖アン (St. Anne)」と呼ばれている。ただし、バッハがその旋律を知っていたということはあり得ない。フーガは36小節+45小節+36小節の三部形式で、それぞれの楽節が異なる主題による独立したフーガであるため、三重フーガと呼ばれてきた。とはいえ、第2主題は第3部の中でも大雑把には現れており、第93小節、第99小節、第102小節から第104小節、第113小節から第114小節ではしっかりと呈示されている。

#### 3という数
3という数は前奏曲とフーガの両方に行き渡っており、多くの人々から聖三位一体を表すものと理解されてきた。アルベルト・シュヴァイツァーの記述は、3つの部分を三位一体の3つの異なる部分に関連付ける、19世紀の伝統に従っている。だがしかし、3という数が登場するのは一度きりではない。
1. 調号のフラットの数
2. フーガの楽節の数
3. フーガの各楽節の小節選の数（36と45は3の倍数）

フーガの3つの主題はそれぞれ、先行する主題から生成されているかに見える。実際、音楽学者のヘルマン・ケラーは、第2主題は第1主題に「内包されている」と唱えている。このことは、音の並びという点でも、8分音符の第2主題と、第1主題における4分音符の対主題との類似性という点でも、譜面で確かめると分かりづらいが、聴いて確かめるとより明白になる。同様に、第3主題の16分音符の音型も第2主題に、ひいては第1主題の対主題にさかのぼりうる。

#### フーガの形式
フーガの形式は、フレスコバルディやフローベルガーらによる17世紀の、三部形式のリチェルカーレやカンツォーナに従っている。第一に、主題は楽節を追うごとに次第に速くなる、という方法。第二に、ある主題が次の主題に変形する、という方法である。バッハは、ニコラウス・アダム・シュトルンクやフリードリヒ・ヴィルヘルム・ツァッホウ（ツァッハウとも）のクラヴィーアのためのリチェルカーレやファンタジアにさかのぼる、ライプツィヒの対位法的な作曲の伝統に部分的に連なっているとも見ることができる。異なる楽節間のテンポの推移は自然であり、第1部と第2部の二分音符が第3部の付点四分音符に対応している。

#### 主題の素材
多くの論者が、第1主題と他の作曲家によるフーガ主題に類似性が見られるということに言及している。この主題は、古様式の実例としては、当時の「正調フーガ (fuga grave)」に典型的な、多分に包括的な主題なのである。すなわち、「穏やかな4/2拍子」で、旋律が4度上への跳躍を含み狭い音域を動くという点である。Williams (2003)が指摘したように、バッハ本人が1734年に公表したコンラート・フリードリヒ・フルレブッシュのフーガ主題に類似しており、これはバッハが聴衆を眩惑しようとした意図的な企みであったのかもしれない。
Roger Wibberlyは、全部で3つのフーガ主題の基礎だけでなく、前奏曲のあるパッセージの基礎もまた、コラール『おお心の痛み、おお恐れたじろぎ (O Herzensangst, O Bangigkeit)』BWV 400の最初の4つの楽句に見出されることを示している。
『フーガ』BWV 552/2の最初の2つの楽節は、同時期に作曲された《平均律クラヴィーア曲集 第2巻》の変ホ長調のフーガ（BWV 876/2）と多くの共通点が見られる。同曲集の嬰ヘ短調のフーガや《フーガの技法》のいくつかの『コントラプンクトゥス』のような真正の三重フーガと異なり、『フーガ』BWV 552/2についてのバッハの意図は3つの主題すべてを結合させることではなかったのかもしれないが、理論的にはこのようなことはあり得たであろう。むしろ曲が進むにつれて、他の主題が鳴っている間も第1主題が聞こえてくる。紛らわしいこともあれば、第2部で聞こえるように、ひっそりとアルト声部やテノール声部で歌っていることもある。最後に第3部において、頂点となる終止が近づくにつれて、2対の上声部の組み合わせのかたわらで、トレブル声域の高音域と足鍵盤の「半ばオスティナート風」の楽句の中に第1主題が轟くのである。
第1主題は、第2部では8分音符の動きに乗って奏でられ、第3部では駆け抜けるような16分音符の走句を背景にしている。このことが、フーガが進行するにつれて、Williamsが表現したように、「合唱団」が累加するような効果をもたらすのである。曲の後半から第1主題はシンコペーションのリズムが加えられた結果、音楽学者のRoger Bullivantが表現したように、「リズムの複雑さの度合いは、おそらくどの時代のフーガにも類を見ない」。

#### 楽曲構成
| 楽節   | 小節（小節数）          | 拍子     | 説明                                                                               | 特色                                                                                                 | 様式                       |
| ------ | ----------------------- | -------- | ---------------------------------------------------------------------------------- | --- | -------------------------- |
| 第１部 | 第1–第36小節 [36小節]   | 4/2拍子  | 「オルガノ・プレノ」のための第1主題、5声。12回の入り。対主題は4分音符              | 4度の上行跳躍、第21小節における並行3度のストレット、第25小節における並行6度のストレット              | 古様式、フーガ・グラーヴェ |
| 第２部 | 第37–第81小節 [45小節]  | 6/4拍子  | 「手鍵盤」のみの4声による第2主題。第57小節から第1主題と第2主題が結合され15回の入り | 2度音程と3度音程の現前、第54小節で第1・第2主題の部分的結合                                           | 古様式                     |
| 第３部 | 第82–第117小節 [36小節] | 12/8拍子 | 「オルガノ・プレノのための」5声の第3主題。その後第87小節から第1主題と結合される    | 5度の下行跳躍、第2主題を回想する16分音符の音型、足鍵盤における第3主題の2回の入りと第1主題の4回の入り | 現代様式、ジーグ調         |

第1部
第1部は、古様式による穏やかな4/2拍子の5声のフーガである。対主題は4分音符によっている。
.

2つのストレットの楽句が存在し、第1句が3度で（次の譜例）、第2句が6度で現れる。
第2部
第2部は、1段鍵盤による4声の二重フーガである。第2主題は8分音符の走句であり、第37小節の2拍目で始まる。
第1主題が徐々に再呈示されるが、初めのうちは内声部にほのめかされているにすぎない（第44小節–第46小節）。
次いで第54小節でのほのめかし。
やがて完全に成熟した対主題として低音域から呈示される（第59小節-第61小節）。
第3部
第3部はオルガノ・プレノのための5声の二重フーガである。第2部の最終小節が2分音符で3等分される（ヘミオラ）と、新しいパルスが用意される。第3拍に16分音符4つを含む特徴的なモチーフは、すでに第1分や第2主題にも前触れがあった。16分音符による早足の走句は、第2部の8分音符による走句を加速させて延長したものといえ、随所で第2部のモチーフが挿入される。
第88小節より第3主題がソプラノの旋律線の中で第1主題に溶け込むが、それにもかかわらず完全には耳で感じ取れない。バッハは独創性をもって第1主題のリズムを変更せず、そのためその主題は小節線をまたいでシンコペーションを起こしている。第1主題は内声部に受け渡されると、最後に自ずから第3主題に組み合わされる。第3主題の2度の入りが1度きりの第1主題の入りと厳密に合致するのである。
第3部においては低音域の手鍵盤と足鍵盤による第3主題の最後の呈示を別として、第1主題が足鍵盤に4回「オスティナート風」の呈示をされるが、これは第1部の「古風な」足鍵盤パートを回想するものである。足鍵盤パートの上で、第3主題と16分音符の対主題とが段々と勢いと密度を高めながら展開される。第1主題の最後から2番目の入りは、舞い上がるようなトレブル声部と足鍵盤との間でカノンになり、内声部で16分音符が音階を駈け降りる。第114小節（下図では2小節目）で頂点を迎えると、第1主題の入りが足鍵盤に最終的に響き渡る。懐古的な「古い様式」の足鍵盤と、進歩的な「現代様式」の上声部とが独特な結合を遂げると、曲は華麗な結末へと至る。Williamsが評したように、「これほど壮麗な終わり方をするものは（ほかに）どのフーガにもない」。

## コラール前奏曲集 BWV 669–689
コラール前奏曲についての当節の説明文は、Williams (2003)の詳論に基づいています。
MIDIを再生するにはリンクをクリックして下さい。

### コラール前奏曲集 BWV 669–677 （ルター派ミサ曲）

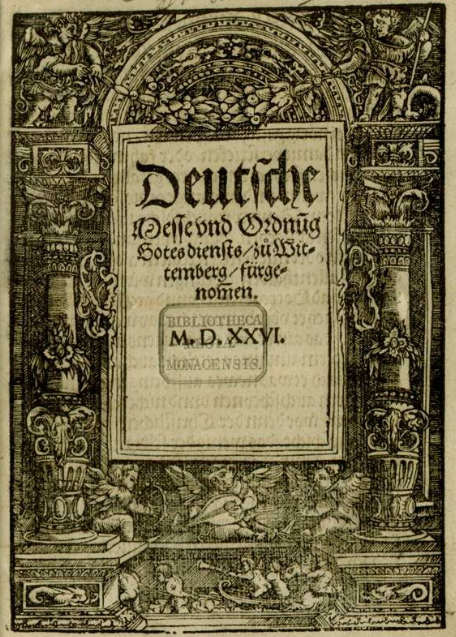
マルティン・ルター著ドイツ・ミサ』（1526年）の題扉

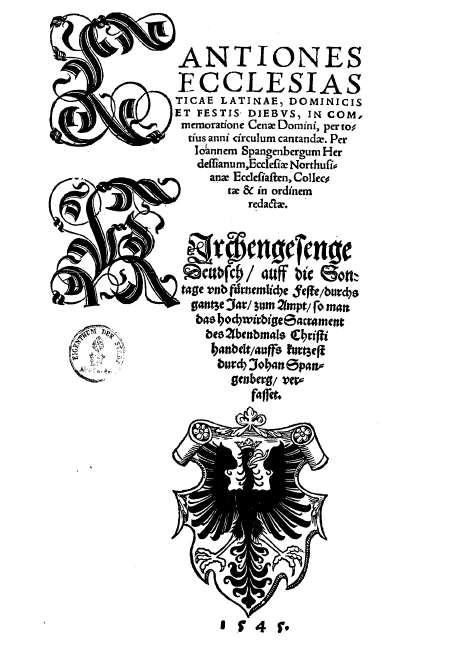
ヨハン・シュパンゲンベルクによって1545年にマクデブルクで刊行されたラテン語とドイツ語の賛美歌

| 「                                                                  | これら2つのコラール――ルター派小ミサの「キリエ」と「グローリア」のドイツ語版――は、ルター派教会においてミサ曲の最初の2曲を構成するものとして特別な重要性があり、ライプツィヒでは礼拝の始まりに歌われていた。ルター派教会の教義を音楽によって神格化するということ、それこそがバッハがこのコラール集において引き受けた任務であり、それを神を崇める行為の一つと見做したのだった。任務を始めるにあたってバッハは、 毎週日曜日に会衆によって歌われるものと同じ祈りと礼賛の歌によって三位一体の神に呼びかけたのである。 | 」 |
| —フィリップ・シュピッタ『ヨハン・ゼバスティアン・バッハ』（1873年） | |    |

マルティン・ルターは1526年に著書『ドイツ・ミサ （ドイツ語:  Deutsche Messe）』を出版し、ラテン語が使われていないような小さな町村での運用を特に意図して、ドイツの世俗語による賛美歌をどのように用いてミサを実践すべきかを論述した。その後30年以上にわたって、しばしばルターやユストゥス・ヨーナス、フィリップ・メランヒトンら、ドイツの宗教改革の主要人物との協議によって、世俗語によるたくさんの賛美歌集がドイツ全土で出版された。ニコラウス・メートラーにより立案された1537年の『ナウムブルク賛美歌集』は、（ラテン語: Kyrie summum bonum や ラテン語: Kyrie fons bonitatus のような）トロープス付き「キリエ」のルター派流改編の一例である「キリエ、父なる神よ永遠に Kyrie, Gott Vater in Ewigkeit」を冒頭に含んでいる。『ドイツ・ミサ』の初版は1525年の待降節に腹案が練られており、「グローリア」を含まず、なぜ翌年出版のルターの聖句には該当するものが無いのかを物語っている。それにもかかわらず「グローリア」のドイツ語版は『ナウムブルク賛美歌集』に見られ、やはり単旋聖歌から改作されたニコラウス・デーツィウスの1523年の賛美歌「いと高きところには神にのみ栄光あれ」が、やがてドイツ全土であまねく採用されるようになったのである。「グローリア」の歌詞付きで初めて登場するのは、宗教改革者のヨハン・シュパンゲンベルクによる1545年のマクデブルクの賛美歌集『ドイツ語典礼聖歌 （Kirchengesenge Deudsch）』においてである。それから100年後には、ルター派典礼の聖句や聖歌は広く普及した。ライプツィヒでバッハは、ゴットフリート・ヴォペリウスの『新版ライプツィヒ賛美歌集 （Neu Leipziger gesangbuch）』（1682年）を意のままに用いた。ルーテルは芸術を、特に音楽を礼拝に用いることを断固として唱道した。ルターはアイゼナハのゲオルク教会の聖歌隊員だったことがあった。アイゼナハは、バッハの叔父ヨハン・クリストフ2世が後にオルガニストを務め、父ヨハン・アンブロジウスが街の主要な楽師の一人となり、バッハ本人も1693年から1695年まで、ルターと同じラテン語学校の生徒として聖歌隊で歌ったのだった。

### コラール前奏曲集 BWV 678–689（ルター派教理問答コラール）
自筆譜の入念な検討によって、6つの教理問答コラールを含む足鍵盤付きの大規模なコラール前奏曲が、最初に製版されたことが判明した。小規模な「手鍵盤のための」コラール前奏曲の方は、最初の5曲が3声体のフゲッタで最後の1曲が長めの4声のフーガとして作曲されており、『4つのデュエット』とともに、後から余白の埋め草として付け足された。バッハが本曲集を購入されやすくするために、家庭向きの楽器で演奏できそうな小品としてこれらの埋め草を着想したということかもしれない。しかしながら1曲たりとも演奏するのが楽ではない。オルガニストで作曲家のゲオルク・アンドレーアス・ゾルゲは、1750年に出版した自身のコラール前奏曲集への序文において以下のように述べている。「ライプツィヒの楽長バッハ氏の教理問答コラールによる前奏曲は、この種の鍵盤楽器の好例であり、高い評価に値する」が、「例えばこれらの作品は、若い初学者や、曲が求めているような結構な技量を持たない者にとっては、難しすぎて歯が立たない」。

## 4つのデュエット BWV 802–805
この章の説明文は、Williams (2003)とCharru & Theobald (2002)の解説に基づいています。
リンクをクリックするとMIDIが再生されます。
『4つのデュエット』BWV 802–805は、ホ短調・ヘ長調・ト長調・イ長調と連続する調性で作曲されており、《クラヴィーア練習曲 第3集》のための銅版彫刻がかなり後の段階になった1739年に曲集に収録された。『4つのデュエット』がどのような意図を持って作曲されたのかは今なお議論の的である。『前奏曲とフーガ』BWV 552のように題扉で明示的には言及されておらず、オルガンを意図した楽曲であるとの明示的な表記もない。とはいえ、数人の識者が論じているように、バッハがチェンバロの非常に広い音域を駆使した《平均律クラヴィーア曲集 第2巻》や《クラヴィーア練習曲集 第4巻（ゴルトベルク変奏曲）》の作曲で多忙のなか、『4つのデュエット』を作曲するのに、ヘルムホルツ音高表記法（ヘルムホルツ方式）によるとCからcc″″′まで（科学的ピッチ表記法ではC2からC6まで）の音域に無難に設定している。それゆえ『4つのデュエット』は、当時のほぼすべてのオルガンの比較的狭い音域に対応しており、いずれにせよ1段鍵盤のチェンバロやフォルテピアノでも演奏することができる。

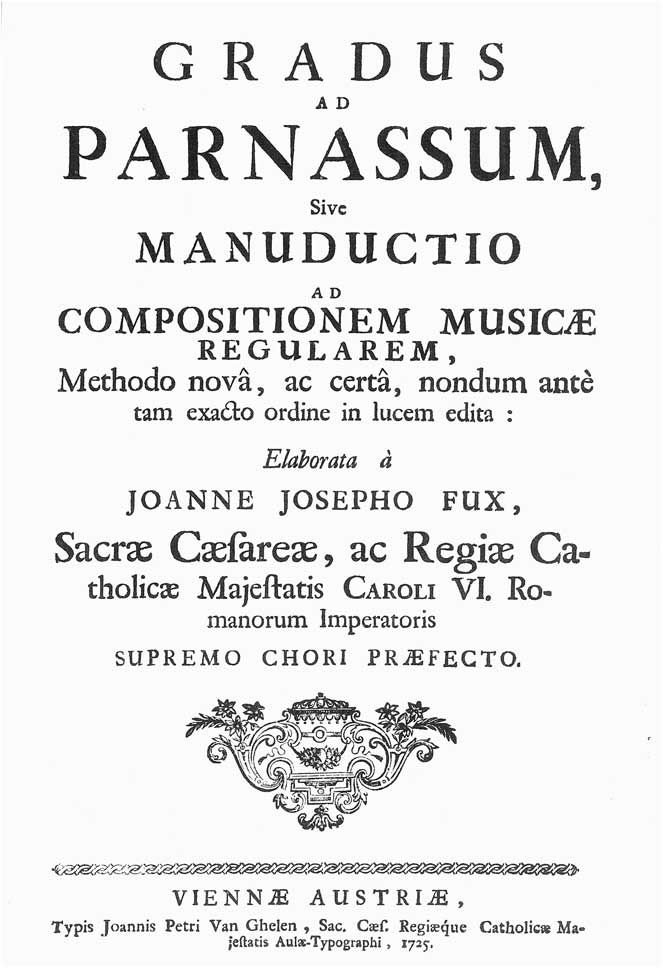
オーストリアの作曲家・音楽理論家ヨハン・ヨーゼフ・フックスによる1725年の対位法教本『グラドゥス・アド・パルナッスム』

「デュエット」という語の用法そのものは、マッテゾンが『音楽評論 (Critica Musica) 第1巻』（1722年）において定義したものにきわめて近い。すなわち、「同度か完全8度で1度ならず模倣」が行われる2声の楽曲ということである。「多声のアラ・ブレーヴェや対位法よりも、むしろ巧妙なフーガ風のデュエットこそ」「作曲者の真の傑作」が見出されうるというのがマッテゾンの見解であった。バッハは《2声のインヴェンション》BWV 772–786よりも高度な創作ジャンルを選択した際に、対位法理論についての同時代の議論---フックスやマールプルクの論文においてすでに提議されていたもので、フックスの理論書『グラドゥス・アド・パルナッスム』はバッハの友人ミツラーが独語訳を行なっていた---に音楽面で貢献したに違いない。
Yearsley (2002)は、『4つのデュエット』がビルンバウムとシャイベの音楽様式をめぐる現在進行中の討論に対する直接的な反応だったのではないかと提唱する。バッハは、自分の批判者であるマッテゾンやシャイベの唱道する単純で和声的な様式と、両者が「不自然」で「わざとらしい」と見做した、よりモダンで半音階的でしばしば不協和な様式とを結びつけている。例えば、2声はおそらく、パンとワインという2つのサクラメントの要素の象徴なのではないか、ゆえに（『デュエット』は）聖餐の伴奏として作曲されたのでないか、とするような多くの論調にもかかわらず、果たしてバッハが『4つのデュエット』に宗教的な意義を付け加えたのかどうかは、結論が出ていない。それよりむしろ考えられそうなのは、バッハが、歴史的な評価として、また、「神のより大いなる栄光のために」、2声対位法の可能性を全力を尽くして明証しようと努力したことである。

### デュエット第1番ホ短調 BWV 802
『デュエット第1番』ホ短調は、二重フーガで全73小節の楽曲である。すべての音楽的素材が転回可能であり、すなわち2声部とも入れ替え可能ということである。第1主題（右手）は6小節の長さだが、1小節ぶん（の単位）に分解することができる。主題は32分音符の音階による1小節から形成されて4小節ぶんまで展開されるが、その間主題は、無骨になり、半音階とシンコペーションを伴うようになる。第6小節で、後ほど非常に独創的なやり方で展開される、32分音符の動機が導入される。この動機は、声部交換が行われた後で、転調の手段としても用いられる。対照的な第2主題（左手）は、オクターブの跳躍を伴う8分音符によるもので、ラメント・バスまたはパッスス・ドゥリウスクルス (passus duriusculus)によって半音階的に下行する。2声部間が半音階的になる箇所は、ほぼ同時期の作品と思われる《平均律クラヴィーア曲集 第2巻》の『前奏曲イ短調』BWV 889/1の、同様の箇所に似ている。
- 第1小節–第28小節：6小節にわたる呈示部、ホ短調。その後ロ短調になり6小節にわたって声部交換が行われた後、32分音符の模倣による動機からなる4小節の推移部になり、その後に12小節にわたって提示部の再現がホ短調で続く。
- 第29小節–第56小節：6小節にわたる呈示部の転回、ト長調。その後ニ長調になり6小節の声部交換。32分音符の模倣による動機からなる4小節の推移部になり、その後12小節にわたって呈示部の転回の再現がロ短調で続く。
- 第57小節–第60小節：32分音符の音階からなる2小節の推移、ニ短調。その後イ短調になり2小節の転回。
- 第61小節–第73小節：ホ短調に復帰。5小節にわたる呈示部の再現の後、5小節にわたる声部交換。その後、最終3小節のコーダで最後の声部交換を迎える。

### デュエット第2番ヘ長調 BWV 803
| 「                                                     | 『ヘ長調のデュエット』の楽節A部は、シャイベであればそれだけで事足りたであろうが、バッハにとっては十分でなく、『インヴェンション ヘ長調』の明晰さや統一感よりも先を行くのである。楽節B部がなくても、この『デュエット』は、年代的にも時流としても、1739年としては万全の作品であった。しかるに曲の仕上げ方において、この作品は挑撥的であった。自然さや透明性という進歩的な通念を、実のところ力強く拒否するからである。 | 」 |
| —David Yearsley, Bach and the meanings of counterpoint | |    |

『デュエット第2番』ヘ長調は、ダ・カーポ・アリア形式で、すなわちABA形式で作曲されたフーガである。第1の楽節は37小節、第2の楽節は75小節あり、ゆえに反復を含めると締めて149小節に上る。2つの楽節には鋭い対比がつけられており、Yearsley (2002)の説によると、当時シャイベとビルンバウムによって行われた辛辣な論争に対する、バッハの音楽的な反応だった可能性がある。楽節Aは、《インヴェンションとシンフォニア》の精神による慣習的なフーガであり、歌謡的で愉快で、聴き手に要求をしない。つまり、マッテゾンとシャイベによって唱道された「自然」で「歌うような」作曲姿勢の表れである。
楽節Bはかなり違ったように作曲されている。不機嫌で半音階的で、ほとんどが短調で、不協和で、ストレットやシンコペーションにカノン書法も認められ、ことごとくバッハの批判者によって「わざとらしい」とか「不自然だ」とかと槍玉に挙げられた特徴を示している。楽節Bは、31小節+13小節+31小節というように、シンメトリー的に分けられる。
楽節Aの第1主題が短調のカノンになって再登場する。第1主題の性格は、陽気で無造作で単純なものから、陰気で張り詰めて複雑なものへと、完全に書き換えられている。第1主題のストレットが異様な増三和音を引き起こし、13小節の中間部において（次の譜例で5小節目から）新たな半音階的な対主題が浮かび上がる。
楽節Aの構造は次の通り。
- 第1小節–第4小節：右手に第1主題、ヘ長調
- 第5小節–第8小節：左手に主題、右手に16分音符の対主題。ハ長調
- 第9小節–第16小節：対主題を素材とするエピソード
- 第17小節–第20小節：右手に主題、左手に16分音符の対主題。ハ長調
- 第21小節–第28小節：対主題を素材とするエピソード
- 第29小節–第32小節：左手に主題。ヘ長調
- 第33小節–第37小節：コーダ

楽節Bの構造は以下の通り。
- 第38小節–第45小節：（4小節+4小節の）第2主題。右手が先導する5度のカノン
- 第46小節–第52小節：第1主題により右手が先導する5度のカノン。ニ短調
- 第53小節–第60小節：第2主題により左手が先導する5度のカノン
- 第61小節–第68小節：第1主題により左手が先導する5度のカノン。イ短調
- 第69小節–第81小節：左手に第1主題、右手に半音階的な対主題（5小節）、右手に第1主題の反行形、左手に半音階的な対主題の反行形（5小節）、16分音符の走句（3小節）
- 第82小節–第89小節：第2主題により左手が先導する5度のカノン
- 第90小節–第96小節：第1主題により左手が先導する5度のカノン。ヘ短調
- 第97小節–第104小節：第2主題により右手が先導する5度のカノン
- 第105小節–第112小節：第1主題により右手が先導する5度のカノン。ハ短調

### デュエット第3番ト長調 BWV 804
39小節の『デュエット第3番』ト長調は、4つあるデュエットの中で最も単純である。軽快な舞曲風の調子は、バッハの《2声のインヴェンション》にとりわけ近く、中でも終曲の『インヴェンション第15番』BWV 786に大変そっくりである。主題から独立した8分音符によるバスの伴奏は、上声部に現れることもなければ展開されることもない。
転調も半音階技法もほとんどないため、『デュエット第3番』の新味は16分音符の走句の展開にかかっている。
ホ短調による対照的な中間部を別にすれば、調性は首尾一貫してきっぱりとト長調である。分散和音の用法は、『オルガン・ソナタ第6番』BWV 530の第1楽章や『ブランデンブルク協奏曲 第3番』BWV 1048を想起させる。
BWV 804の楽曲構成は以下の通りである。
- 第1小節–第4小節：右手のト長調の主題に続いて、左手にニ長調の応答
- 第5小節–第6小節：推移
- 第7小節–第10小節：左手のト長調の主題に続いて、右手にニ長調の応答
- 第11小節–第15小節：推移。ホ短調
- 第16小節–第19小節：右手のホ短調の主題に続いて、左手にロ短調の応答
- 第20小節–第23小節：推移
- 第24小節–第25小節：右手に主題。ハ長調
- 第26小節–第27小節：推移
- 第28小節–第31小節：主題、ト長調。両手で8度カノン
- 第32小節–第33小節：推移
- 第34小節–第37小節：右手に主題。8分音符の後で左手に8度のストレット
- 第38–第39小節：右手に主題。ト長調

### デュエット第4番イ短調 BWV 805
『デュエット第4番』は厳格対位法によるイ短調のフーガで、108小節の長さを持つ。2分音符に始まる8小節の主題は、和弦による後半で8分音符のもたもたした動きになる。バッハはさらに、半音階による「モダンな」要素を主題とその後の動機に取り入れている（第4小節と第18小節）。主題のすべての入りがイ短調（主調）かホ短調（属調）によるにもかかわらず、バッハは主題にフラットを付けたり転調する楽句にシャープを付けたりすることによって半音階的な変化を付け加えるのである。入念に考え出された転回対位法による厳密な作品（すなわち両声部は交換可能）でありながらも、部分的にその曲調は『フランス風序曲』BWV 831のブーレ楽章に似ている。転調しながら新しい3組の動機を結合させるエピソードが3箇所あり、それぞれ2小節・4小節・8小節の長さがある。エピソードの手法はきわめて独創的で、常に変化に富んでいる。第1エピソードは、新たな動機の第1のペアとともに第18小節に始まり、上声部の跳躍音程が特徴的である。第1エピソードの終わりで、新たな和弦の動機のペアが導入される。
有為の転調を可能とする第3の動機のペアは、初めに第2エピソードの後半で登場しており、第2エピソードの主題と対主題とからの派生である。
『フーガ』BWV 805の構成は、次のように分析されている。
- 第1小節–第8小節：左手に主題。イ短調
- 第9小節–第17小節：右手に主題、左手に対主題。ホ短調
- 第18小節–第32小節：第1エピソード
  - 第18小節–第25小節：第1の動機
  - 第26小節–第32小節：第2の動機
- 第33小節–第40小節：右手に主題、左手に対主題。イ短調
- 第41小節–第48小節：左手に主題、右手に対主題。ホ短調
- 第49小節–第69小節：第2エピソード
  - 第49小節–第56小節：第1の動機
  - 第57小節–第63小節：第2の動機の転回
  - 第64小節–第69小節：第3の動機
- 第70小節–第77小節：右手に主題、左手に対主題。ホ短調
- 第78小節–第95小節：第3エピソード
  - 第78小節–第81小節：第1の動機
  - 第82小節–第85小節：第1の動機の転回
  - 第86小節–第92小節、第3の動機の転回、その後推移へ
- 第96小節–第103小節：左手に主題、右手に対主題。イ短調
- 第104小節–第108小節：コーダ。第105小節にナポリの六度